# 油彩

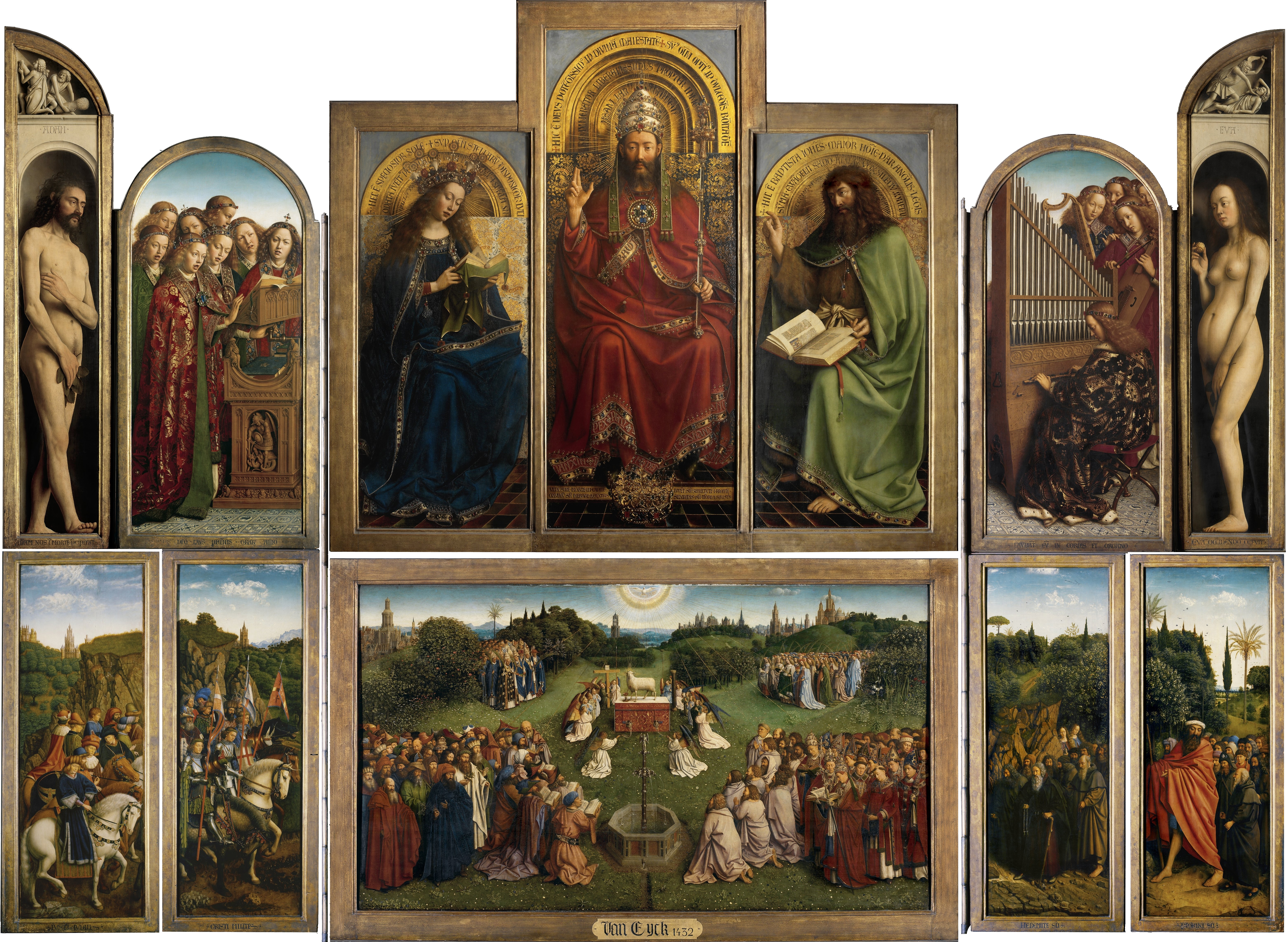
『神秘の子羊への礼拝』
フーベルト・ファン・エイクとヤン・ファン・エイク
-1432
板、油彩

油彩（ゆさい、英: oil painting）とは、乾性油を媒材とする絵具である、油絵具を用いた絵画の制作手法、またこれで描かれた作品のことである。油の化学的な硬化（酸化重合）を乾燥メカニズムに利用するため、遅乾性である反面、透明性の高い発色や、技法の多様性に優れる特徴がある。油彩画（ゆさいが）、油絵（あぶらえ）とも呼ぶ。
乾性油を用いた油性塗料は12世紀ごろには存在し、15世紀までにはテンペラと油絵具の混合技法も考案されていたが、現代に通ずる揮発性油や樹脂を併用する油彩技法は、ネーデルラント地方（現在のオランダ、ベルギー地域）において画家のファン・エイク兄弟（図参照）らによって15世紀前半に確立されたと考えられている。その後15世紀後半にはイタリアにもたらされ、それまで西洋絵画の主要な絵画技法であったテンペラにとって代わり普及した。

## 油彩画の構造
油彩画は絵画の内でもすぐれて明確な積層構造をとる媒体である。塗膜の接着を良くする意味で、"Fat over lean"という慣（ならい）に従い、上層が下層より油分が多くなるようにする。油彩絵具による塗膜にそのまま水性絵具を重ねると剥落などの問題を起こすので避けられる。経年によって、鉛白などは乾性油と反応し金属石鹸を生じ、透明度が高まるので、凡そ100年以上経過すると描き直しや躊躇いが見えるようになる。これをペンティメントと呼ぶ。パウル・クレーの『ドゥルカマラ島』のように、経年による絵具層の変化が利用された作品も知られている。油彩の基本的な構造は以下の通りである。
支持体
支持体は絵画の塗膜を支える平坦な物体であり、下地や描画層を物理的に保持する部分のことを指す。多くの場合、キャンバス（帆布）や、木製のパネル（羽目板）や単独の板に麻布や綿布が用いられる。
絶縁層
油彩絵具は乾性油の酸化重合によって固化する絵具であるため、布地などに直接描画すると布を酸化してしまう。それを防ぐために支持体と絵具層の間に、絶縁する層が必要となる。麻布を用いる場合、伝統的には麻布に膠水を引くことで絶縁する。これは前膠（まえにかわ）と呼ばれる。代表的な膠は、兎膠と牛膠である。前者は柔軟性が高く、後者は接着力が強い。特に後者は工業的にも用いられており、純度の高いものはゼラチンとして流通している。絶縁にはPVAや酢酸ビニルなども用いられている。
地塗り層（下地）
絵具は下層の影響を受けるため、絶縁層と描画層との間にしばしば、地塗りをして絵具の発色を良くし描画特性を高める層を設ける。地塗り層は、上層である絵具層からある程度の油分を吸収することで絵具の固着を良くする役割も果たすことから、地塗りは技法の中でも重要な役割を果たす。キャンバスには予め地塗りを施してあるものが市販されているほか、木枠に張られた商品もある。これは便利であるが、本人の要求を満たす適性を備えているとは限らない。購買層の多くは初学者や絵画教室の生徒である。
描画層
地塗り以外の絵具の層のことを描画層と呼称する。
保護層
絵具層の上に保護の目的で施される層。油絵具に用いられる顔料の中には、硫化水素などの物質によって化学反応を起こし変色するものがある。またホコリや煙草のヤニによっても絵画は汚れる。これを防ぐ目的で描画が終了して一年程経過した後(のち)に、保護バーニッシュを塗布する。例えば、展覧会直前まで制作した絵画をその展覧会で販売し、購入者がバーニッシュの塗布を専門家に依頼する等しなかった場合、その絵画には保護バーニッシュが塗布されていない状態が続き、絵画が汚れる危険に晒され続けることになる。このバーニッシュには、後に再度溶解による除去が可能で、バーニッシュの塗り直しを許容するものを用いる。バーニッシュは剥離や剥落を抑える効果を生じる場合もある。

## 油彩画の材料

### 支持体
油彩画は布（画布・キャンバス）に描かれているという固定観念があるが、必ずしも正しくない。パネル（木板）や紙、金属板もしばしば用いられる。
- 布（亜麻、大麻（麻）、黄麻、綿、合成繊維など）綿は麻よりも酸化に弱いとされる。目の細かいものや荒いものなど様々な種類が絵画用途に供給されている。一般の麻布も適切に扱えば絵画に使用出来る。
- 木（合板、ボード類など）
- 紙
- 石板[7]
- 金属板（アルミニウム、銅、鉄など）
- 革（羊皮紙など）

### 塗膜を形成する材料

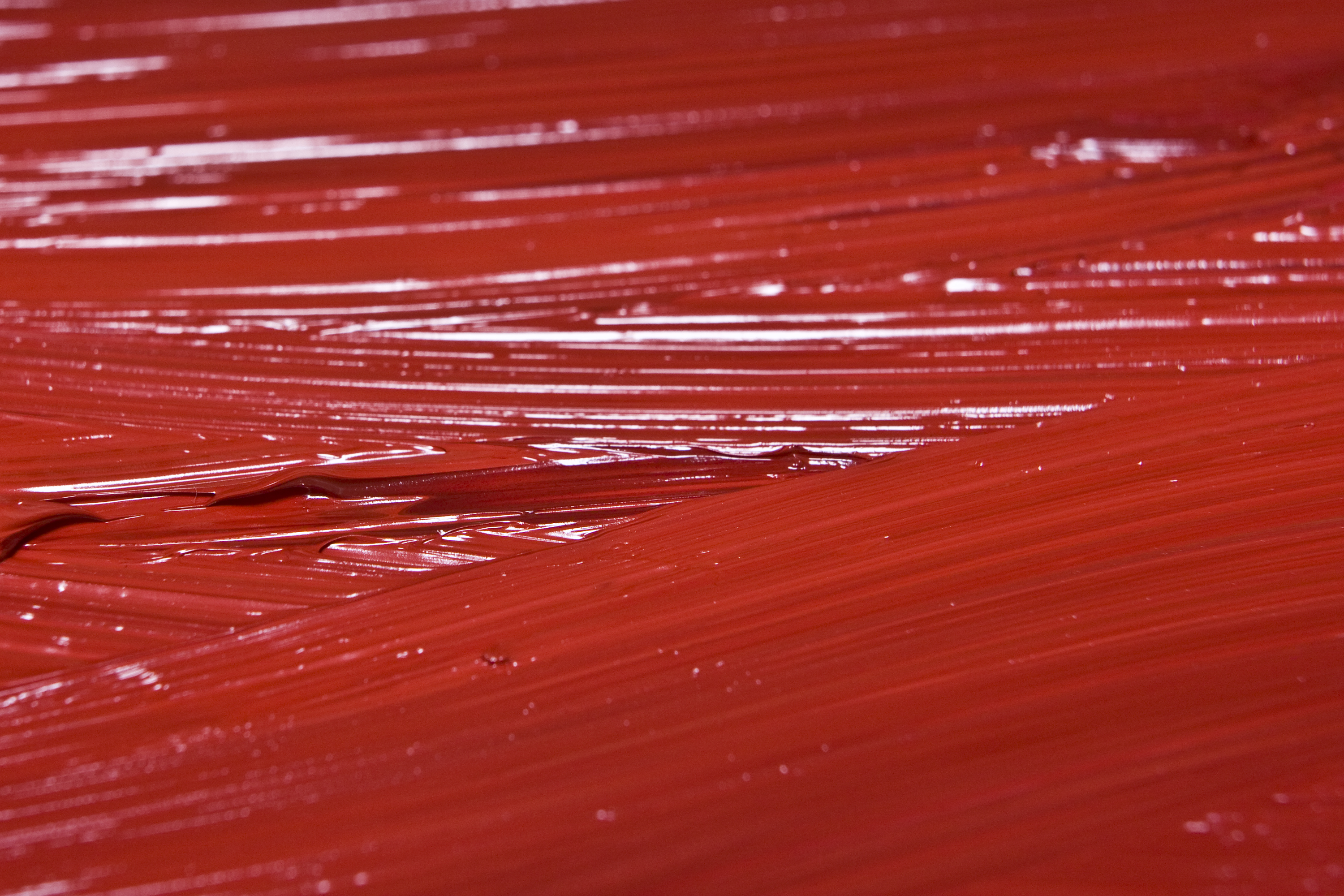
油絵具

#### 油彩絵具
乾性油を主成分とする固着材と顔料の屈折率の差が小さいことから、油彩絵具は高い透明性を示す。更に、固着材を多くしても問題が起き難いので透明な塗膜を作ることが出来る。粘稠度が高いことから光沢のある画面を作る。透明感と光沢のある画面が本来の特徴であり、油彩絵具が遅乾性であることから良く探究された精緻な階調の絵画も多い。肉痩せ・目減りが少ないことから、近代・現代の油彩絵具は厚塗りにも向く。乾燥が早く描画する上で規制が大きく透明性の変化に乏しいフレスコに対し、技法に対する柔軟さ、光沢、透明性や遅乾性といった性質から支持され発展してきた絵画材料である。現在市販されているチューブ入りの油絵具には、扱いやすいように体質顔料や乾燥促進剤などの助剤が練り合わせられており、容易に描画できるよう調整されている。

#### 地塗り塗料（地塗り絵具）
炭酸カルシウム、白亜（炭酸カルシウムが主成分）、チタン白などの顔料と、膠水や加工した乾性油などを固着材とする材料が用いられる。水性地は上の絵具層から多くの油分を吸収して塗膜が艶消しになり易い。油性地は上層の油をあまり吸収せず画面に艶が生まれ易いものの、絵具の固着性が劣る場合がある。膠水と乾性油を混合しエマルションにした材料を用いた半油性地は両者の中間の性質を持つ。

#### メディウム
狭義には練り合わせ材や展色材の中の固着材を指す。広義には絵具そのもの、溶き油を含める場合もある。ただし溶剤のみのものは含めない。

### 道具

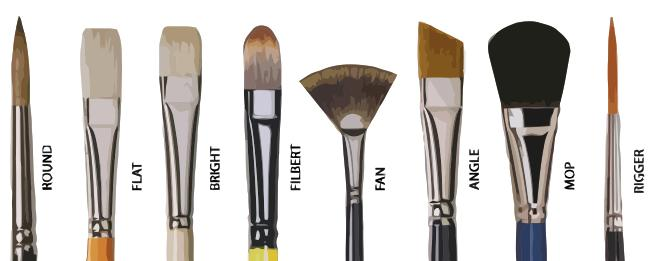
様々な種類の画筆

#### パレット
パレットは、絵画を描く際に使う、絵具を混合するための板。合成樹脂や紙（紙パレット）、木等が使われる。

#### 油壺
絵画用の液体を入れる容器。金属製や陶器製がある。特に日本では、これ以外にディステンパー用の「とき皿」も似た役割を果たす道具として使われている。

#### 画筆
画筆（ガヒツ）は絵画制作に用いる、画（えが）く為の筆である。油絵具はふつう剛毛筆を用い面的に塗布する。繊細な描写には柔毛筆の腰のあるものが好まれる。フィルバート（平）、フラット（平）、ラウンド（丸）、ファン（扇）などの形状がある。原毛は天然毛（獣毛）と合成毛（合成繊維）に分けられる。硬さによって、剛毛と柔毛・和毛（にこげ）に分けることも可能である。筆は同じ形状でも毛質によって描き味が異なる。

#### ナイフ
ペインティングナイフとパレットナイフは、コテのような道具である。油絵具を練ったり、画面についた不要な絵具を取ったりするのに用いる。描画は筆によるとは限らず、ナイフを用いる場合もある。スクレパーのように刃のついたものも用いる。

#### その他
ローラーや篦（へら）などを用いる人もいる。指などで絵具を画面に乗せる人もいる。

## 技法
絵画の技法は様々あり分類の仕方も色々である。
- 平塗り 絵具を平たく塗ること。
- モデリング 肉付け。物理的な立体感についても言うが、絵画の分野では主としてバルールを成立させ形体を描き出す工程について言う。
- インパスト（英語版） - ブラシやパレットナイフの跡が見えるように厚塗りする方法。
- 暈し（ぼかし） 画面上の絵具を暈して階調を豊かにすること。
- スフマート　色の境界を際立たせずに、形体を描き出す技法。レオナルド・ダ・ヴィンチほか16世紀の画家が創始したとされる[6]。
- グレーズ 透明性の高い絵具を薄く重ねて、下層の効果を活かす技法のひとつ。
- スカンブル 不透明性の高い絵具を薄く重ねて、下層の効果を活かす技法のひとつ。
- ハッチング 一定の面を斜線で埋める技法。
  - クロスハッチング 交差させたハッチングのこと。
- マスキング マスキングテープなどで一部をマスクすること。
- デカルコマニー 絵具を転写する技法のひとつ。
- フロッタージュ ものの模様などを写し取る技法のひとつ。
- コラージュ 紙などを絵画に貼付ける技法のひとつ。
- ドリッピング 絵具を垂らす技法のひとつ。
- ドライブラシ 硬めの絵具を用いて、掠れ等を活かす技法のひとつ。
- ウエット・オン・ウエット（英語版）

## 種類
絵画の種類、形式は挙げればきりがない。

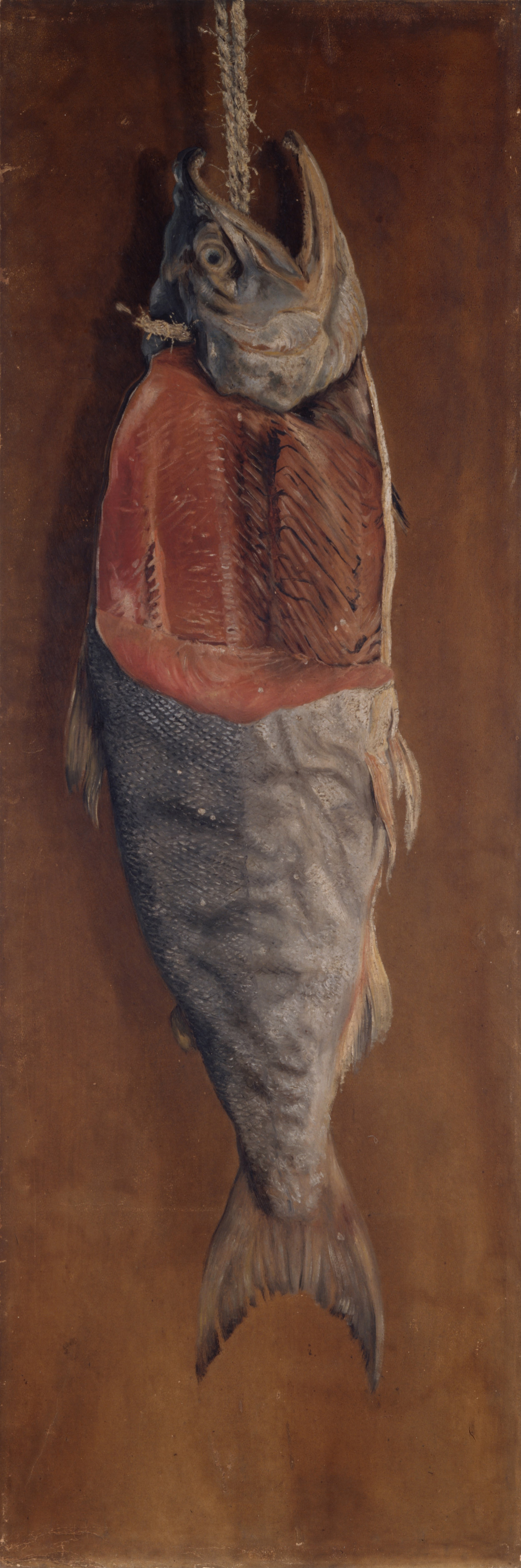
『鮭』
高橋由一
1877頃
紙、油彩
140.0 × 46.5 cm
東京芸術大学

- カマイユ（単色画、つまり、単色で描かれた絵画。）
- グリザイユ（単色画のひとつで、灰色のもの。）
- シラーユ（単色画のひとつで、黄褐色のものを指す。）
- ベルダイユ（単色画のひとつで、鈍緑色のものを指す。）
- スキアグラフィア（陰影画）
- ポリ クローム（多色画）
- デックファーベンモレリ（不透明画）
- ディプティック（二幅対）
- トリプティック（三幅対）
- ポリプティクス（多幅対）
- ポートレイト（肖像画）
- スティルライフ（静物画）
- ナトゥーラモルタ（静物画）
- ボデゴン[注釈 3]（静物画・厨房画 ）
- カリカチュア（風刺画・戯画）
- トロンプルイユ（錯視画）
- イコン（聖画）
- 壁画

## 選り抜きの油彩画

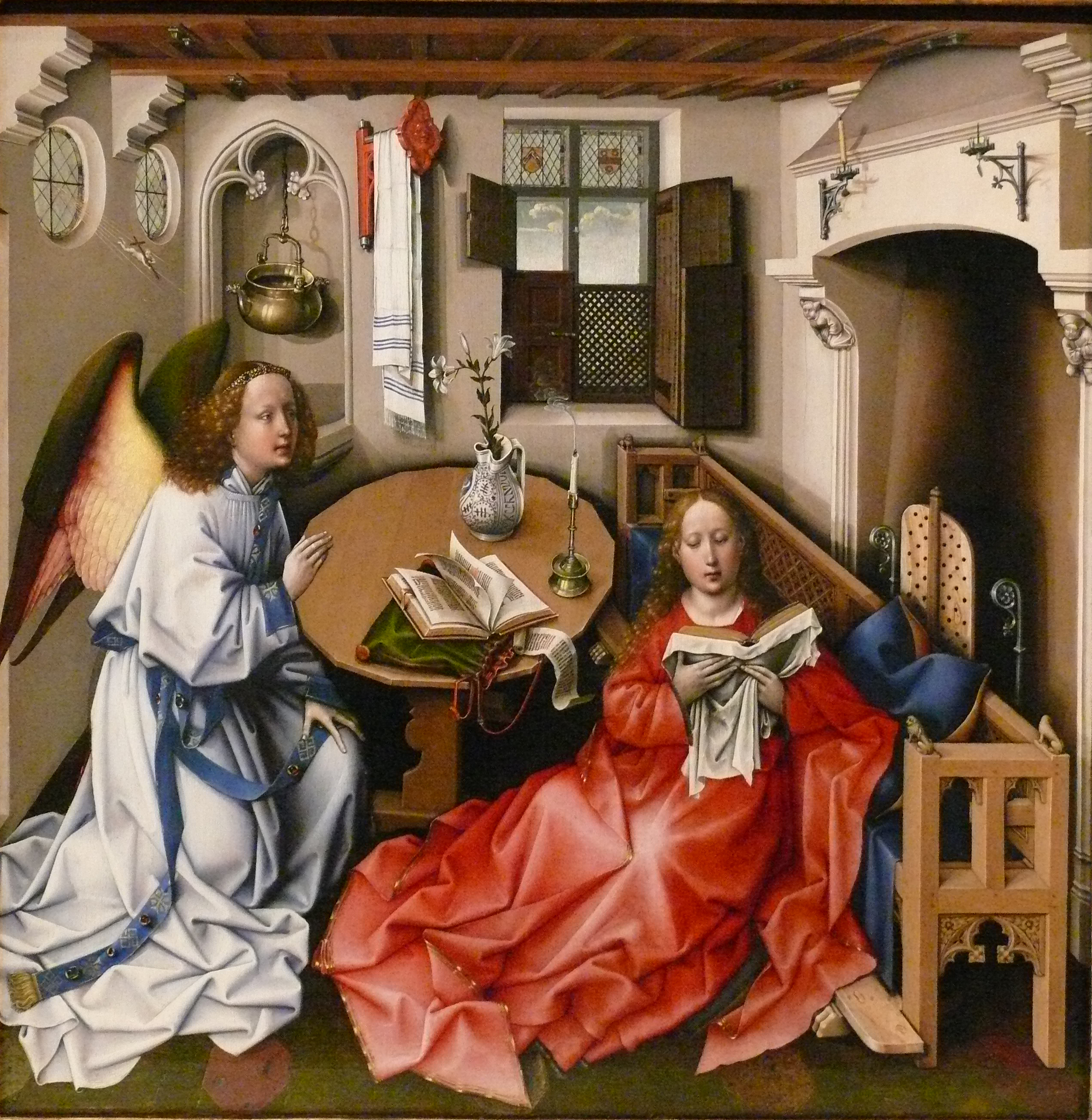
『受胎告知』 ロベルト・カンピン 1425-1430頃 板、油彩 64.1 × 63.2 cm メトロポリタン美術館
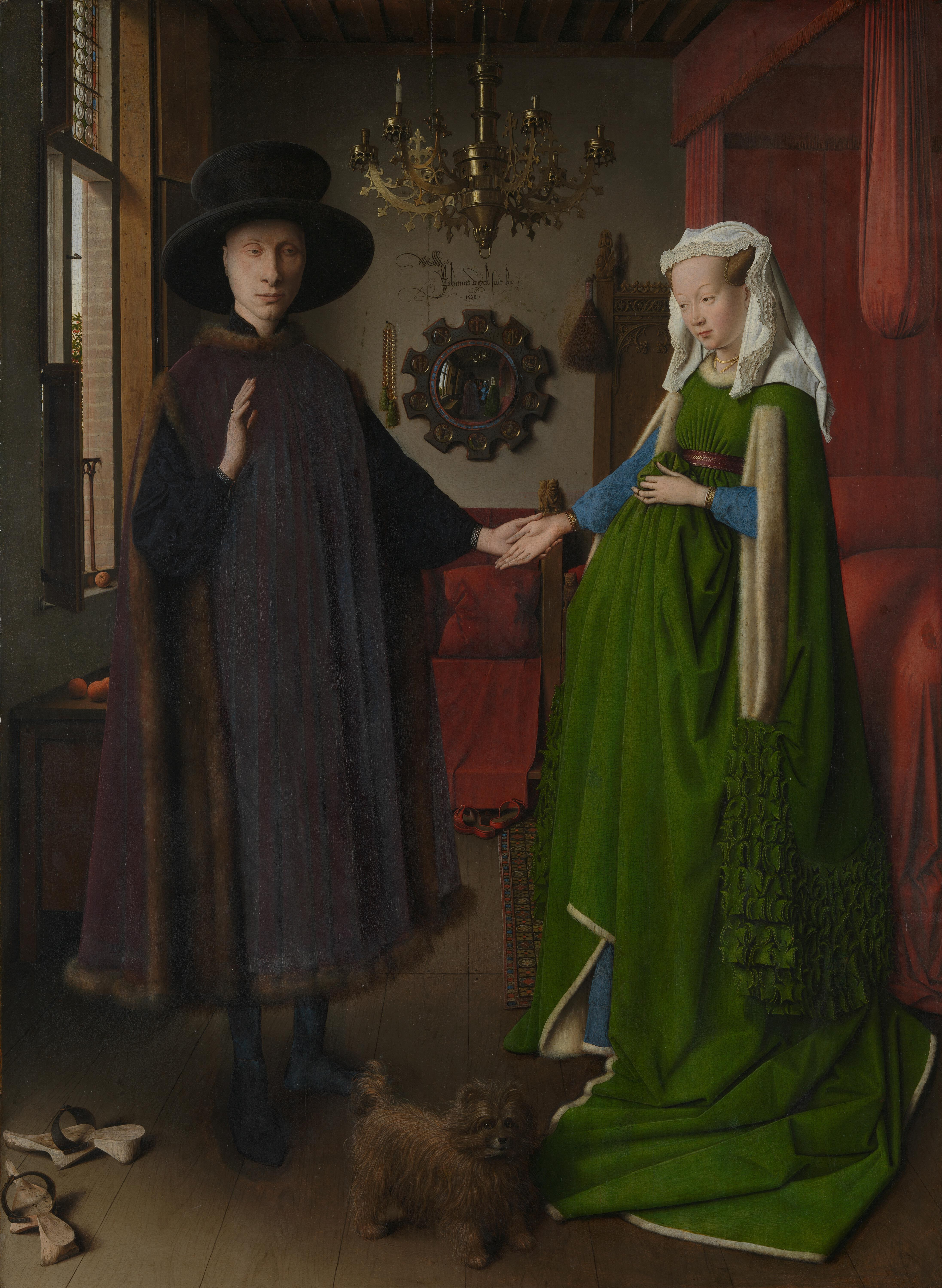
『アルノルフィーニ夫妻』 ヤン・ファン・エイク 1434 板、油彩 81.8 × 59.7 cm ナショナル ギャラリー（ロンドン）
『聖ゲオルギウスと竜』 パオロ・ウッチェロ 1456 画布、油彩 57 × 73 cm ナショナル ギャラリー（ロンドン）
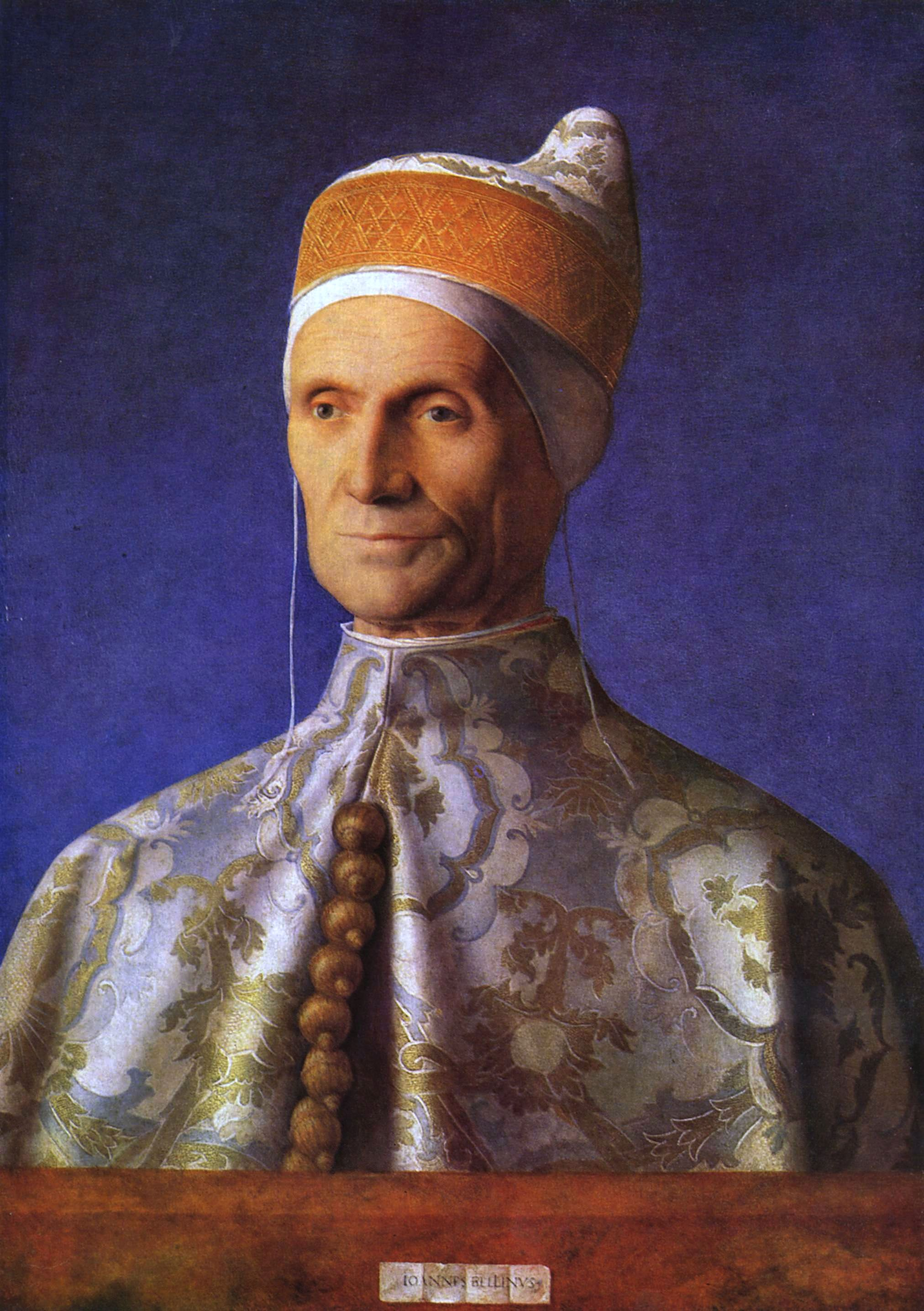
『レオナルド・ロレダン 』 ジョヴァンニ・ベリーニ 1501頃 板、油彩 61.5 × 45 cm ナショナル ギャラリー（ロンドン）
『モナ・リザ』 レオナルド・ダ・ヴィンチ 1503 – 1506 板、油彩 77 × 53 cm ルーヴル美術館
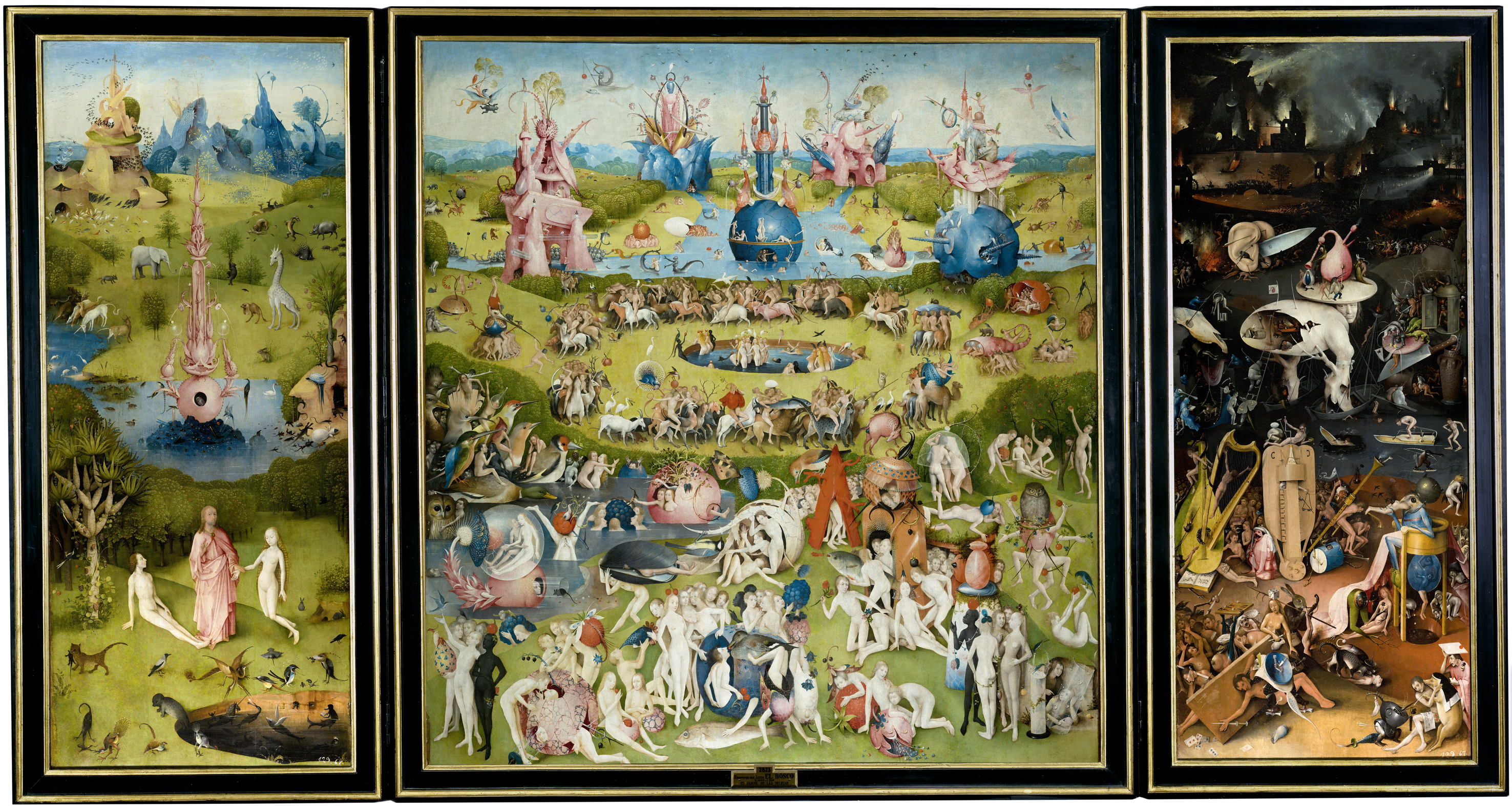
『快楽の園』 ヒエロニムス・ボス 1505 – 1510頃 板、油彩 両翼 : 220 × 97、中央 : 220 × 195 cm プラド美術館
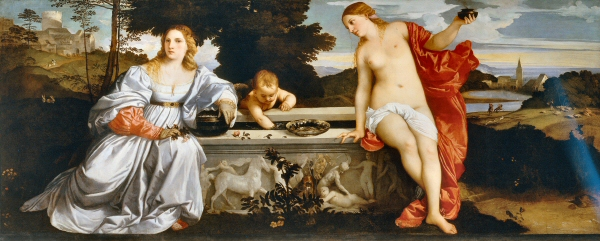
『聖愛と俗愛』 ティツィアーノ・ヴェチェッリオ 1512-1515 画布、油彩 118 × 279 cm ボルゲーゼ美術館
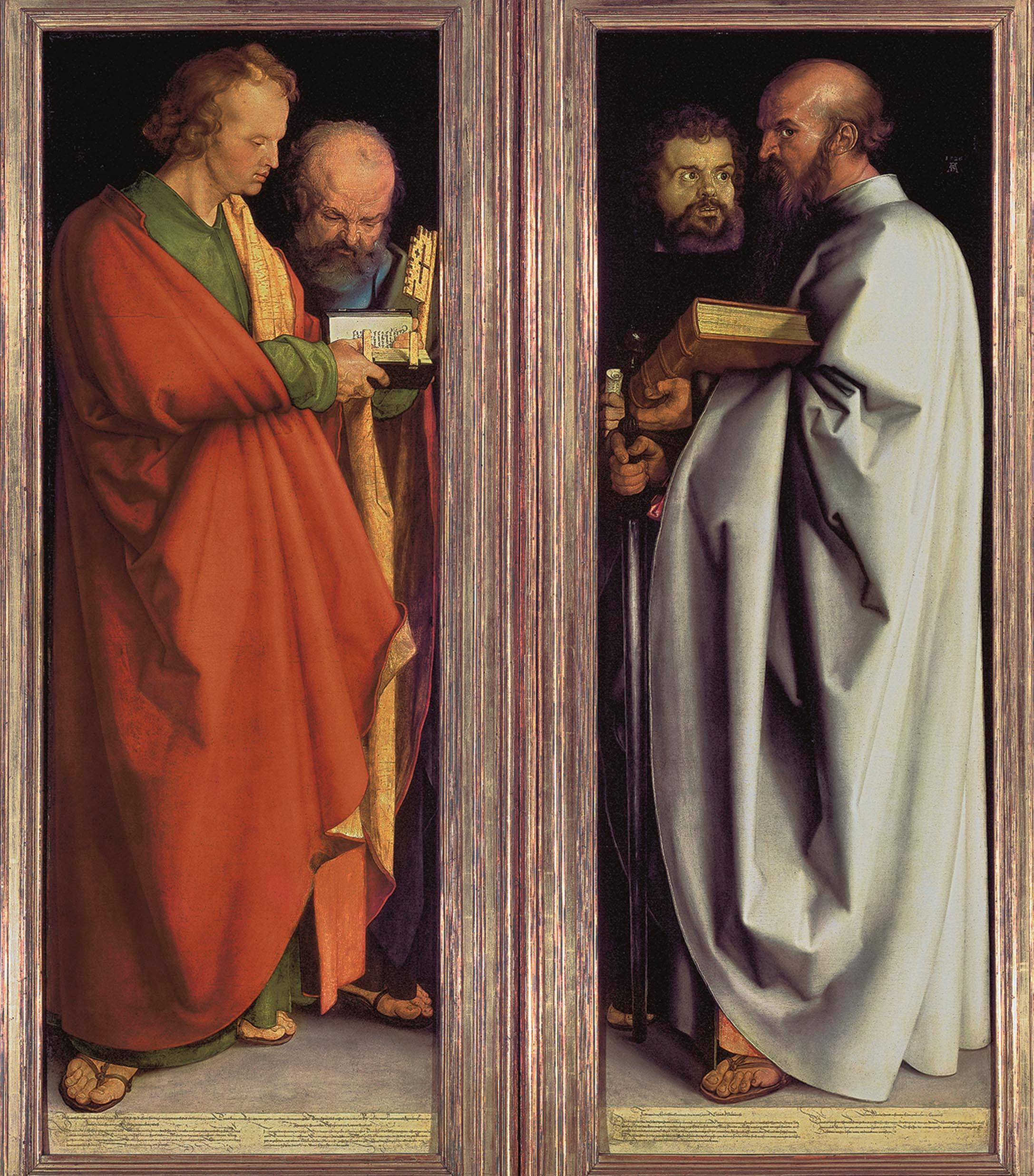
『四人の使徒』 アルブレヒト・デューラー 1523-1526 板、油彩 215 × 76 cm アルテ・ピナコテーク
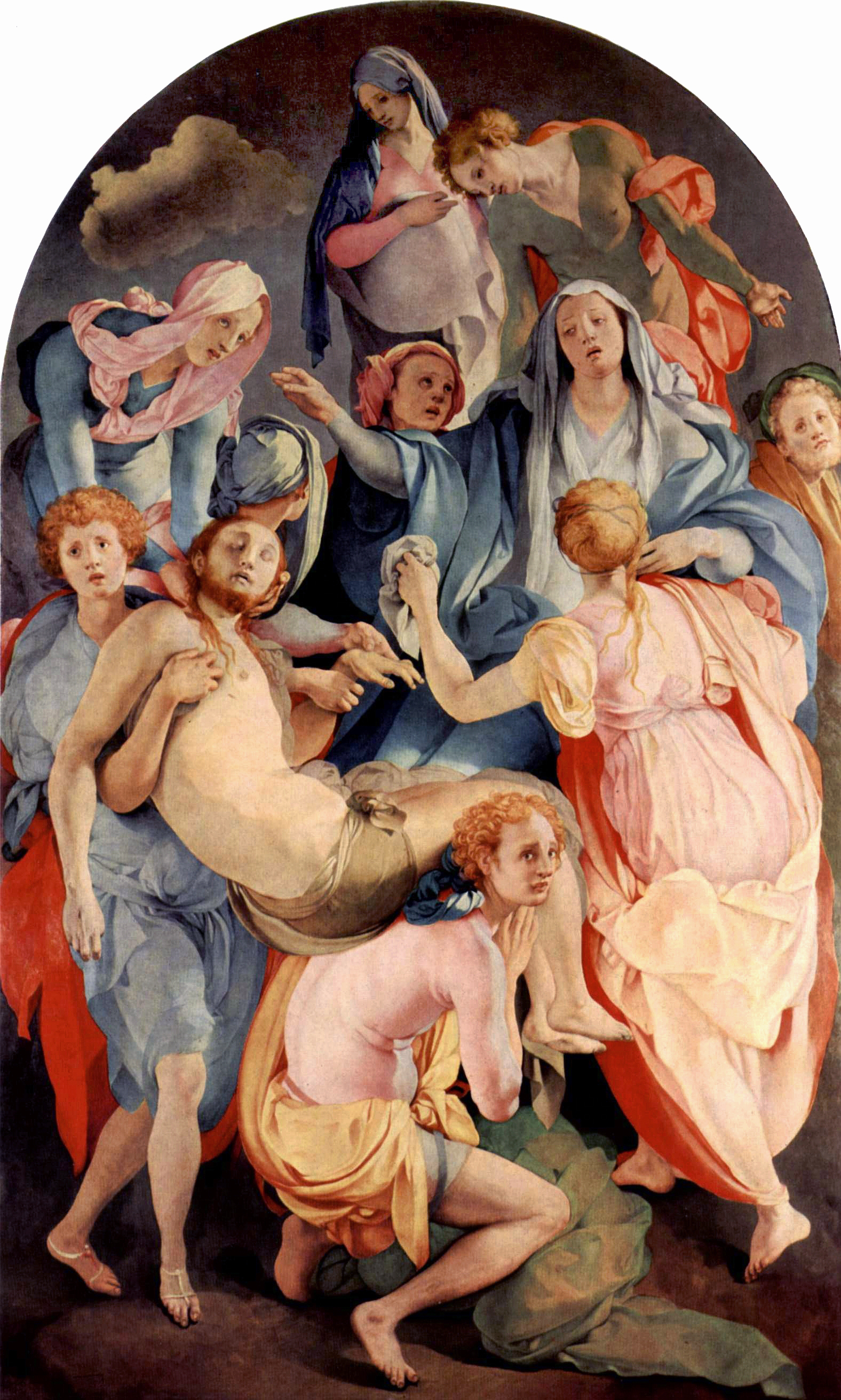
『十字架降架』 ヤコポ・ダ・ポントルモ 1526－28頃 板、油彩 313 × 192 cm サンタ・フェリチタ聖堂
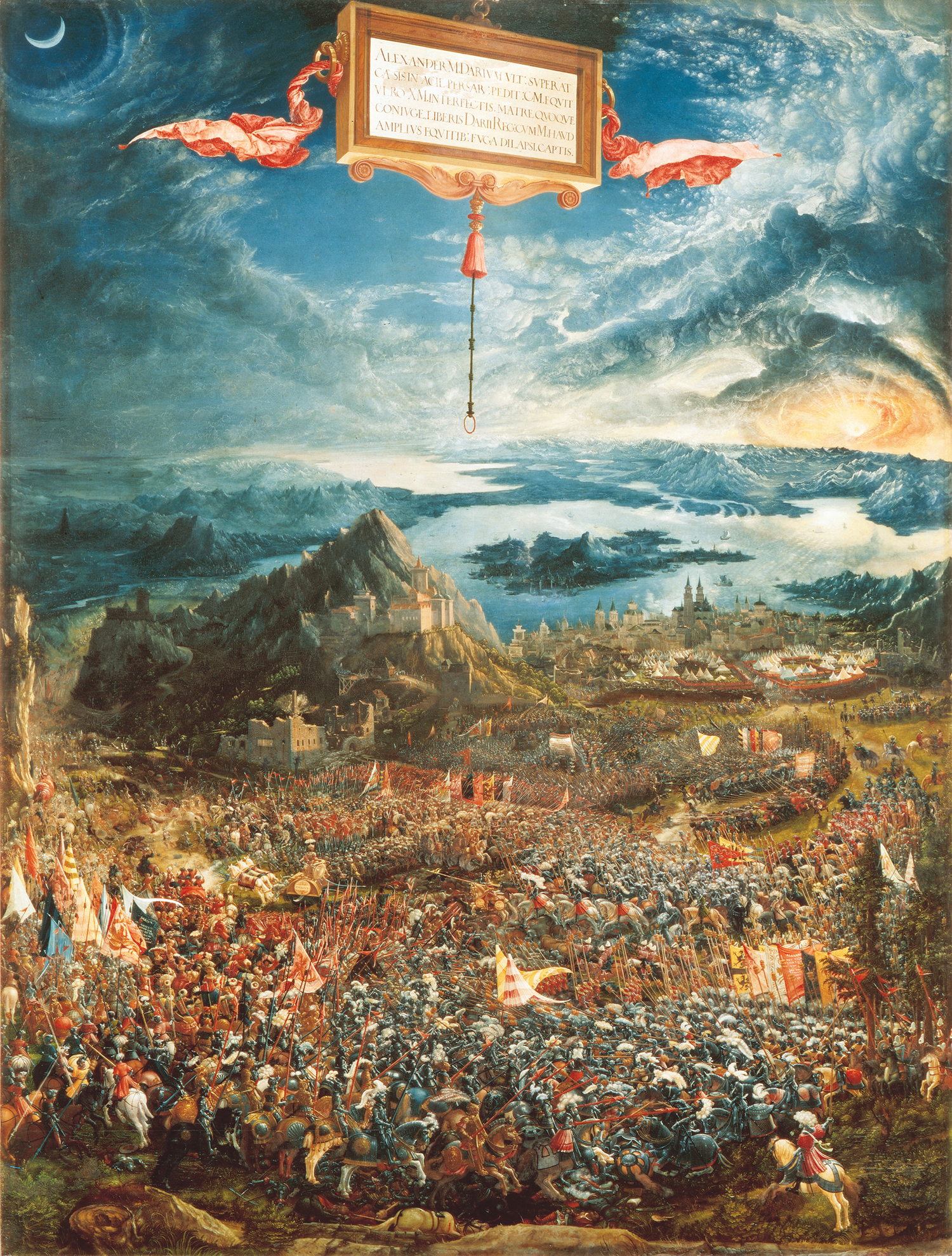
『アレクサンドロス大王の戦い』 アルブレヒト・アルトドルファー 1528-1529 板、羊皮紙、油彩 158.4 × 120.3 cm アルテ・ピナコテーク
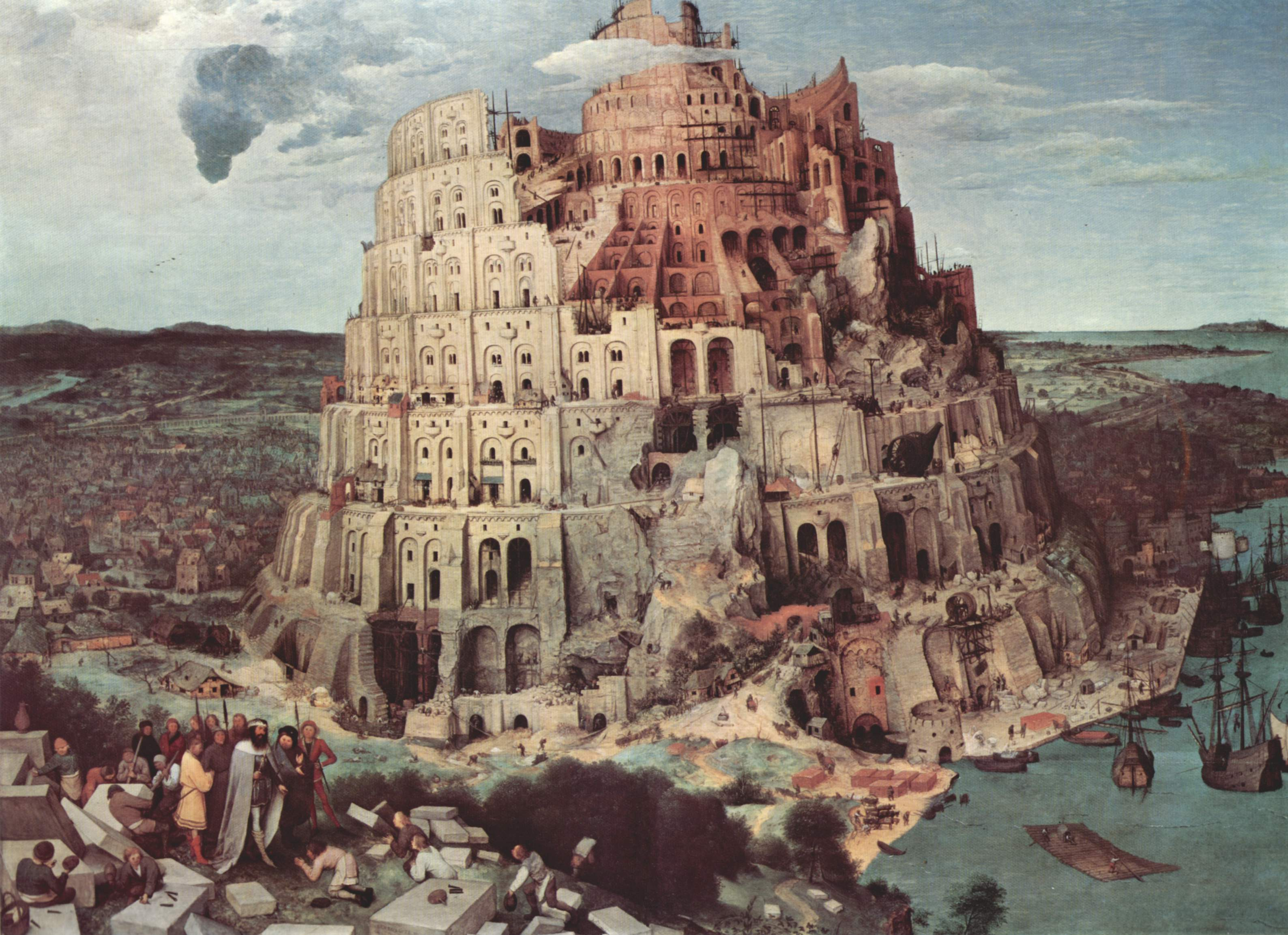
『バベルの塔』 ピーテル・ブリューゲル 1563 板、油彩 120 × 92 cm ウィーン美術史美術館
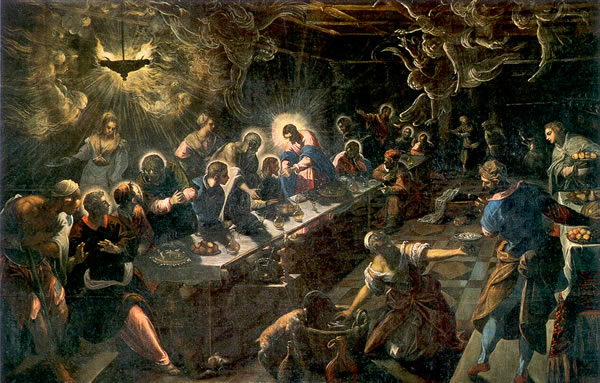
『最後の晩餐』 ティントレット 1592-1594 画布、油彩 365×568cm サン・ジョルジョ・マッジョーレ教会
『トランプ詐欺師』 カラヴァッジオ 1596 画布、油彩 90 x 112 cm キンベル美術館
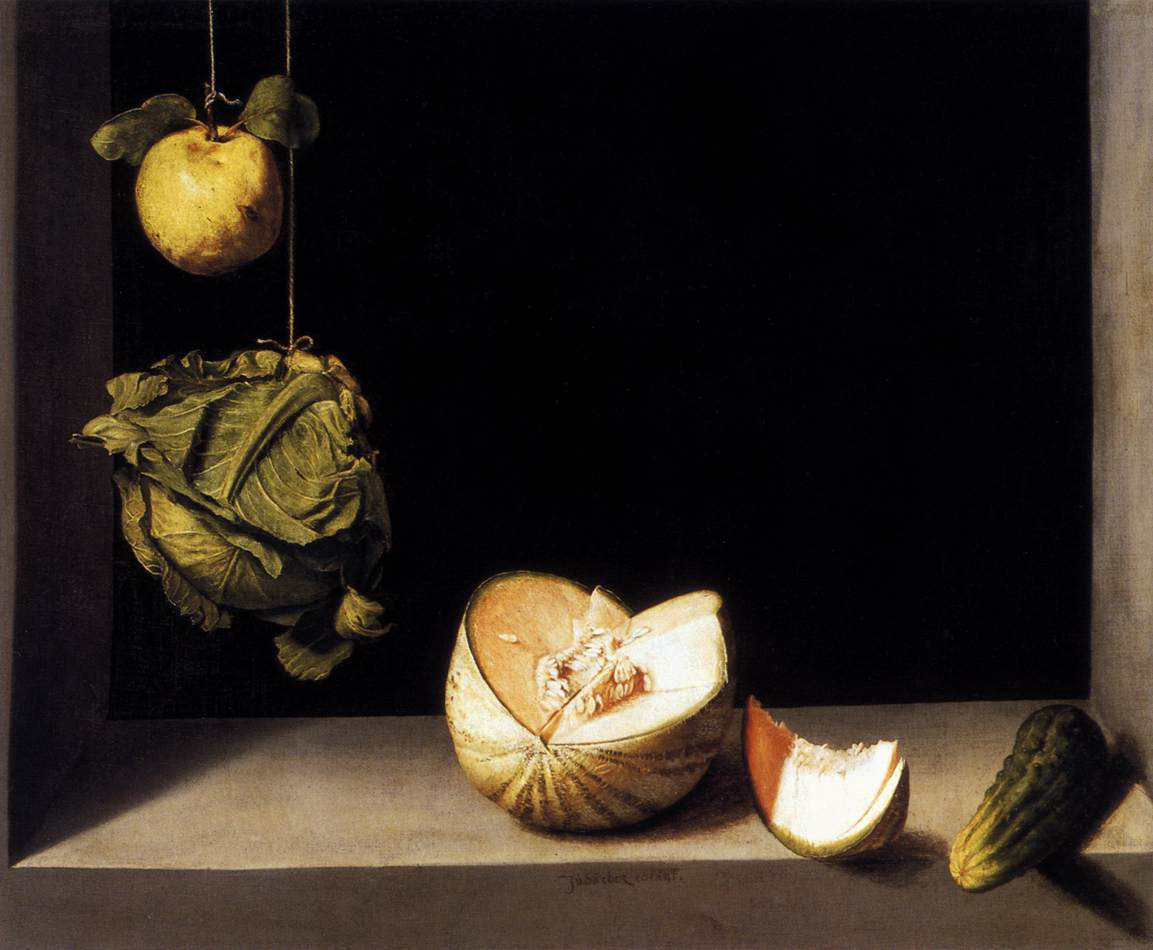
『マルメロ、キャベツ、メロン、胡瓜の実』 フアン・サンチェス・コターン 1602 画布、油彩 65,5 × 81 cm サンディエゴ美術館
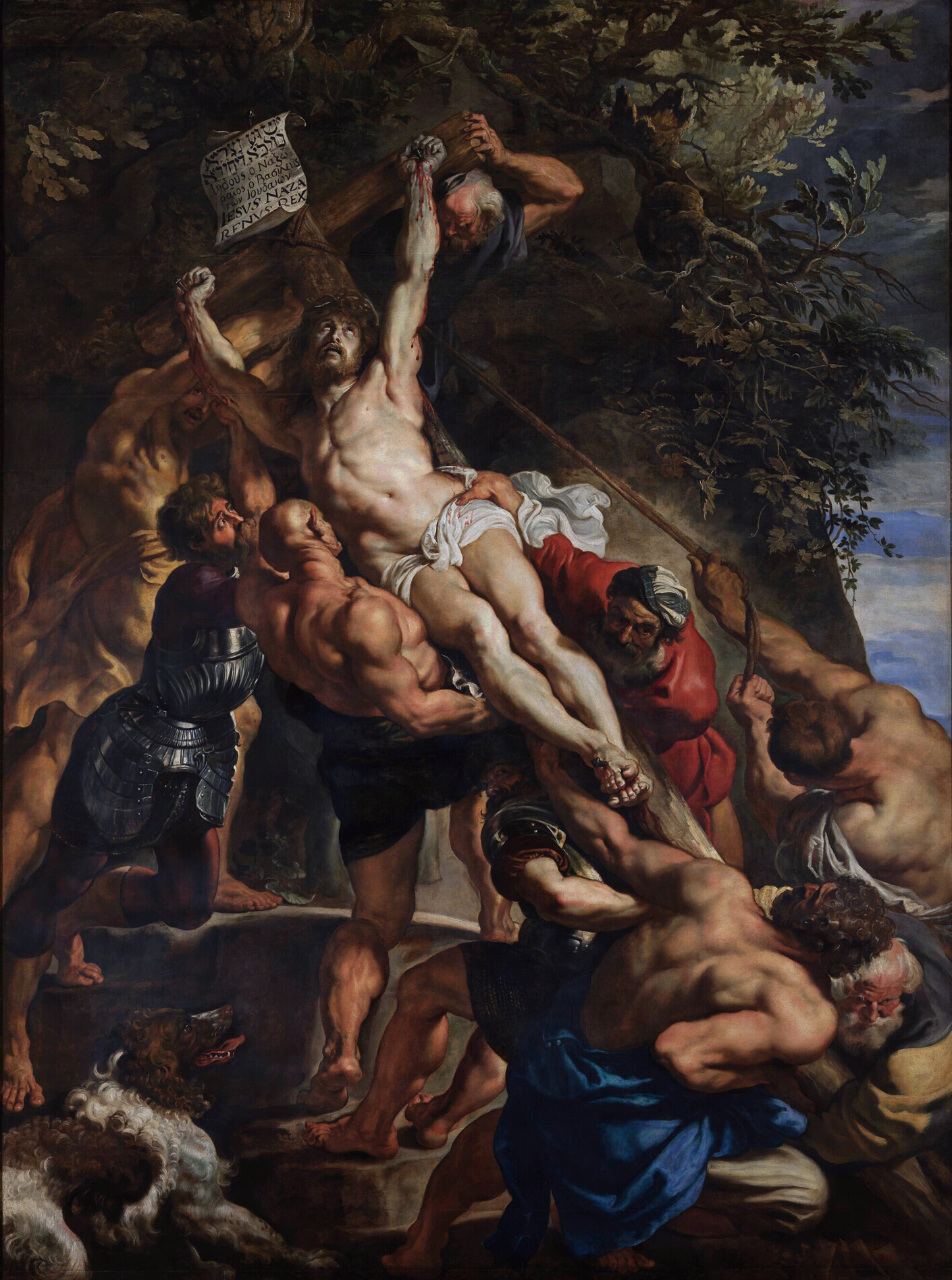
『キリスト昇架』 (en) ルーベンス 1610-11 板、油彩 アントウェルペン大聖堂
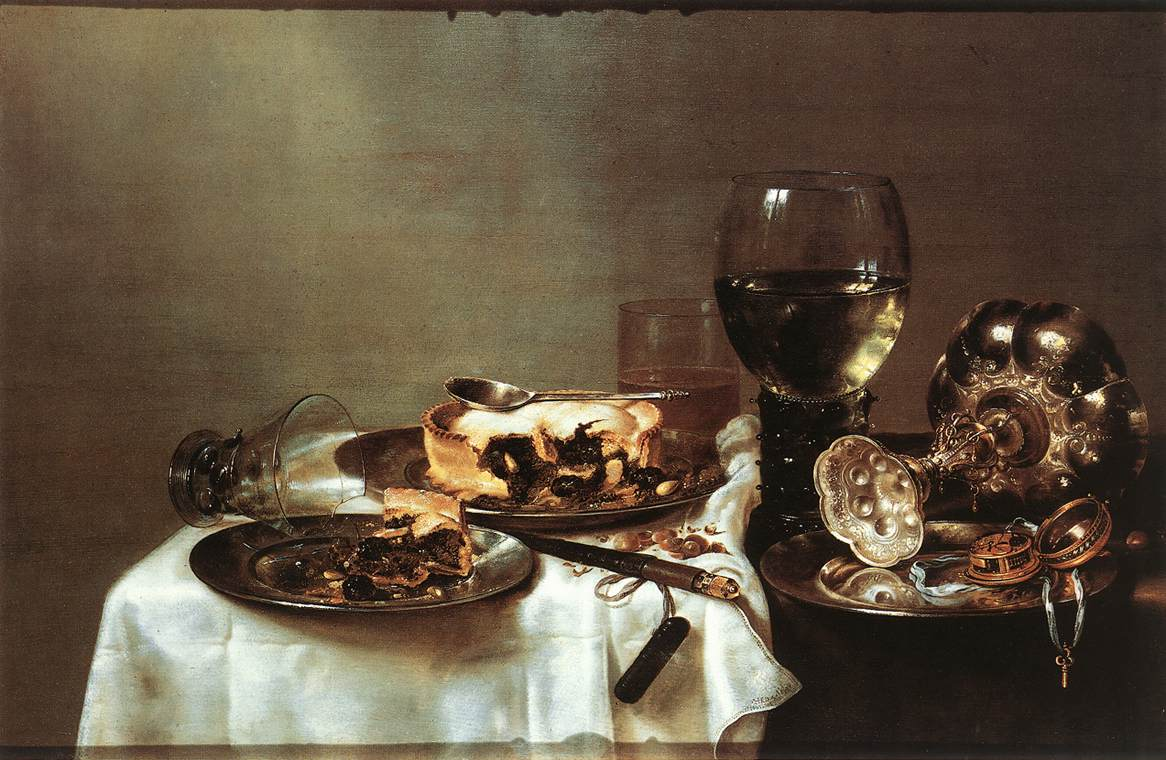
『ブラックベリーパイの朝食』 ウィレム・クラースゾーン・ヘーダ 1631 板、油彩 54 x 82 cm ドレスデン美術館
『テュルプ博士の解剖学講義』 レンブラント 1632 画布、油彩 216.5 cm × 169.5 cm マウリッツハイス美術館
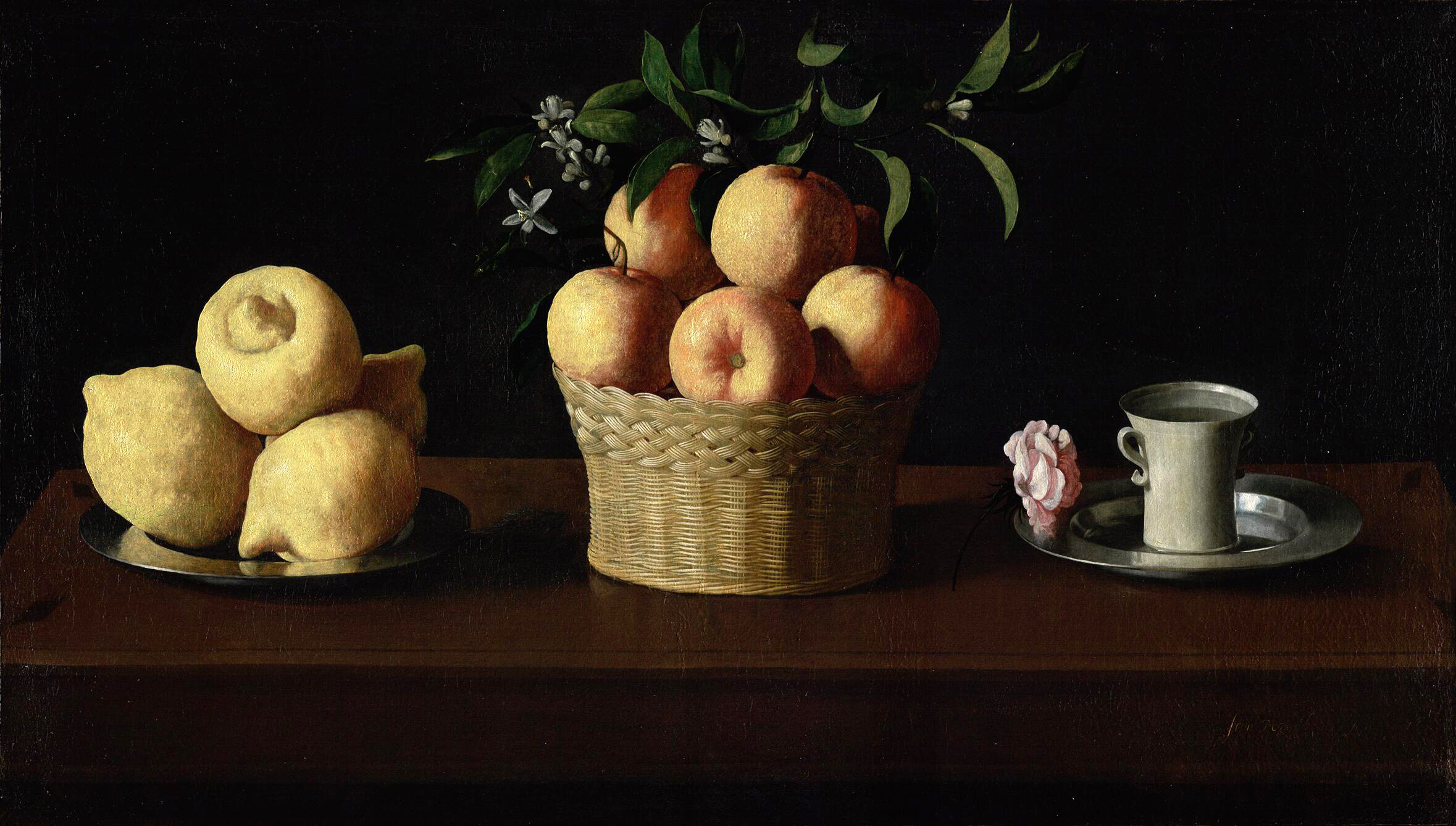
『レモン、オレンジ、バラのある静物』 フランシスコ・デ・スルバラン 1633 画布、油彩 60 × 107 cm ノートン・サイモン財団
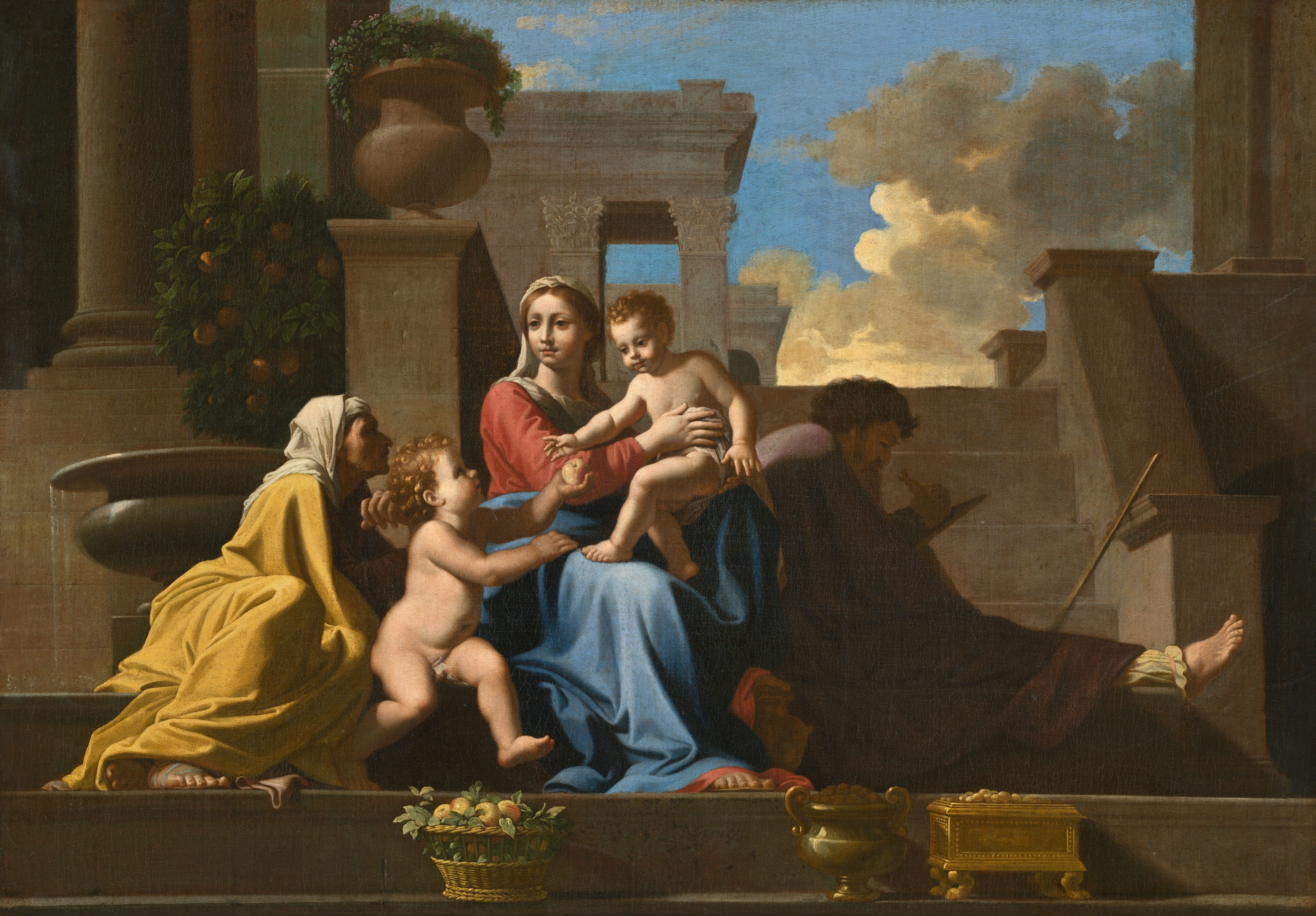
『階段の聖家族』 ニコラ・プッサン 1648 画布、油彩 69 × 94 cm クリーブランド美術館
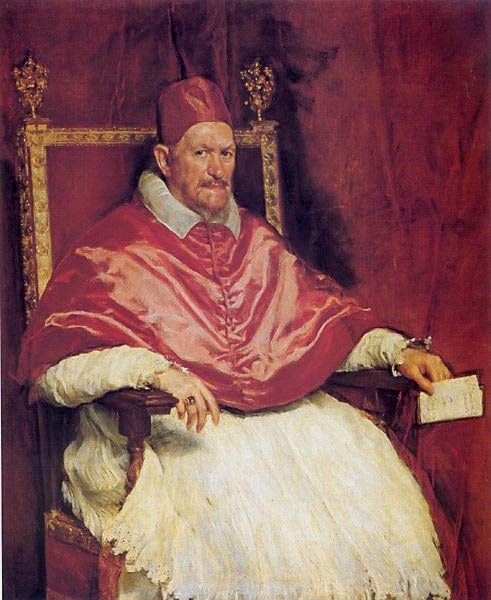
『教皇インノケンティウス10世』 ディエゴ・ベラスケス 1650 画布、油彩 141 x 119 cm
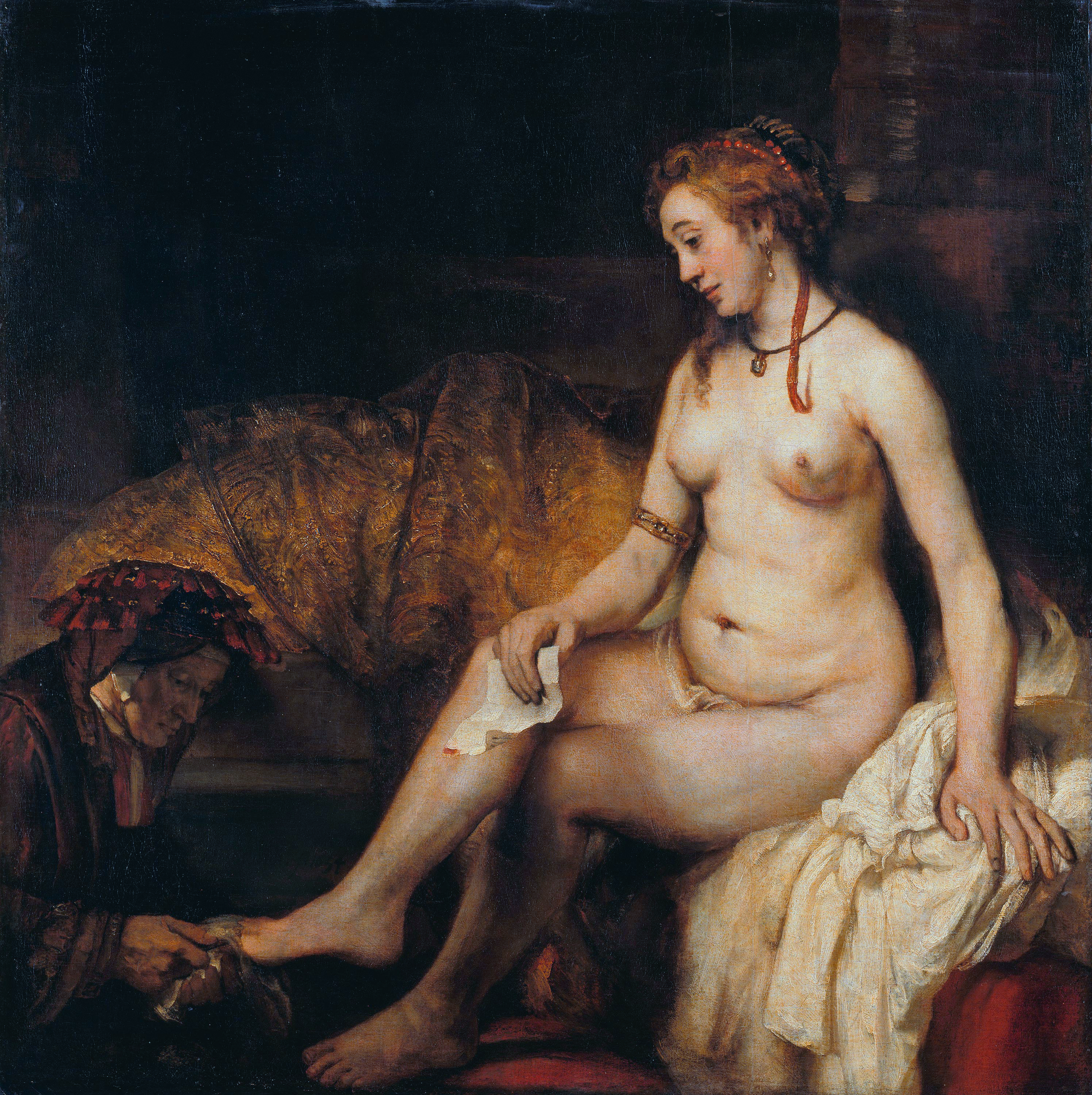
『ダビデ王の手紙を手にしたバテシバの水浴』 レンブラント 1654 画布　油彩 142 × 142 cm ルーヴル美術館
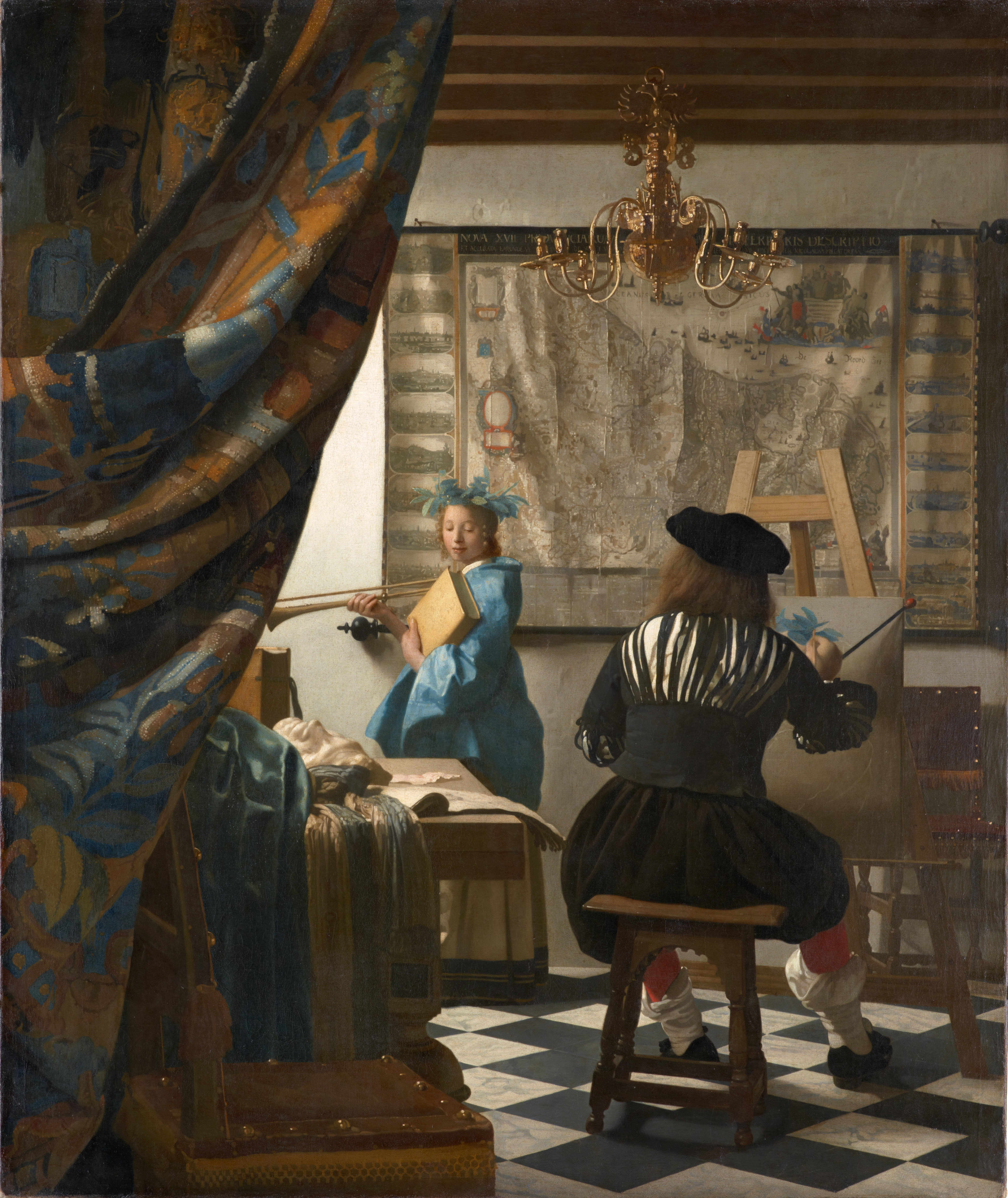
『絵画芸術』 ヨハネス・フェルメール 1666 画布、油彩 120 × 100 cm ウィーン美術史美術館
『シテール島の巡礼』 ヴァトー 1721 128×193cm 画布、油彩 ルーヴル美術館
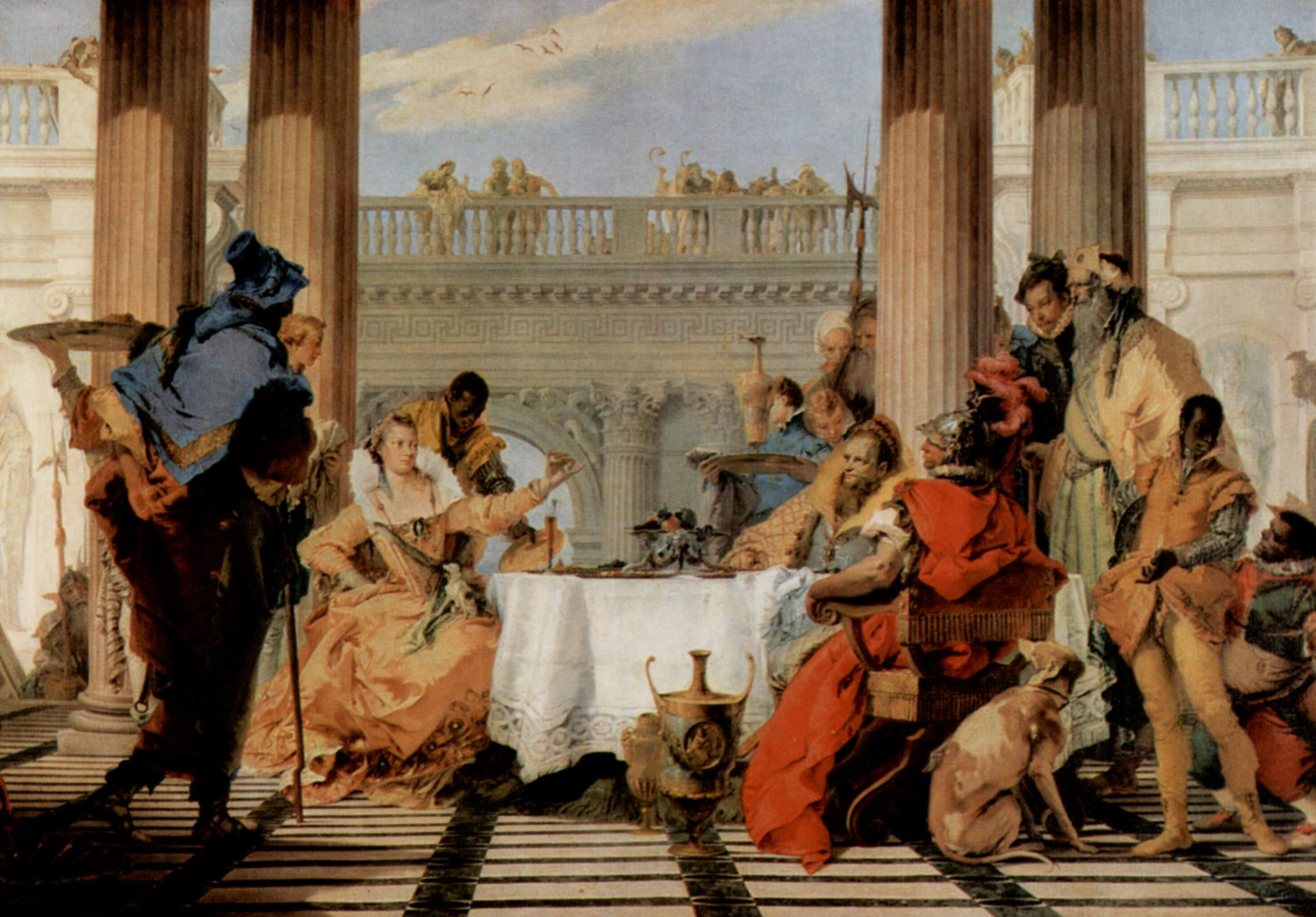
『クレオパトラの饗宴』 ジョヴァンニ・バッティスタ・ティエポロ 1743-1744 画布、油彩 ヴィクトリア国立美術館
『ナポレオン一世の戴冠式と皇妃ジョゼフィーヌの戴冠』 ジャック＝ルイ・ダヴィッド 1805-1807 画布、油彩 610 × 931 cm ルーヴル美術館
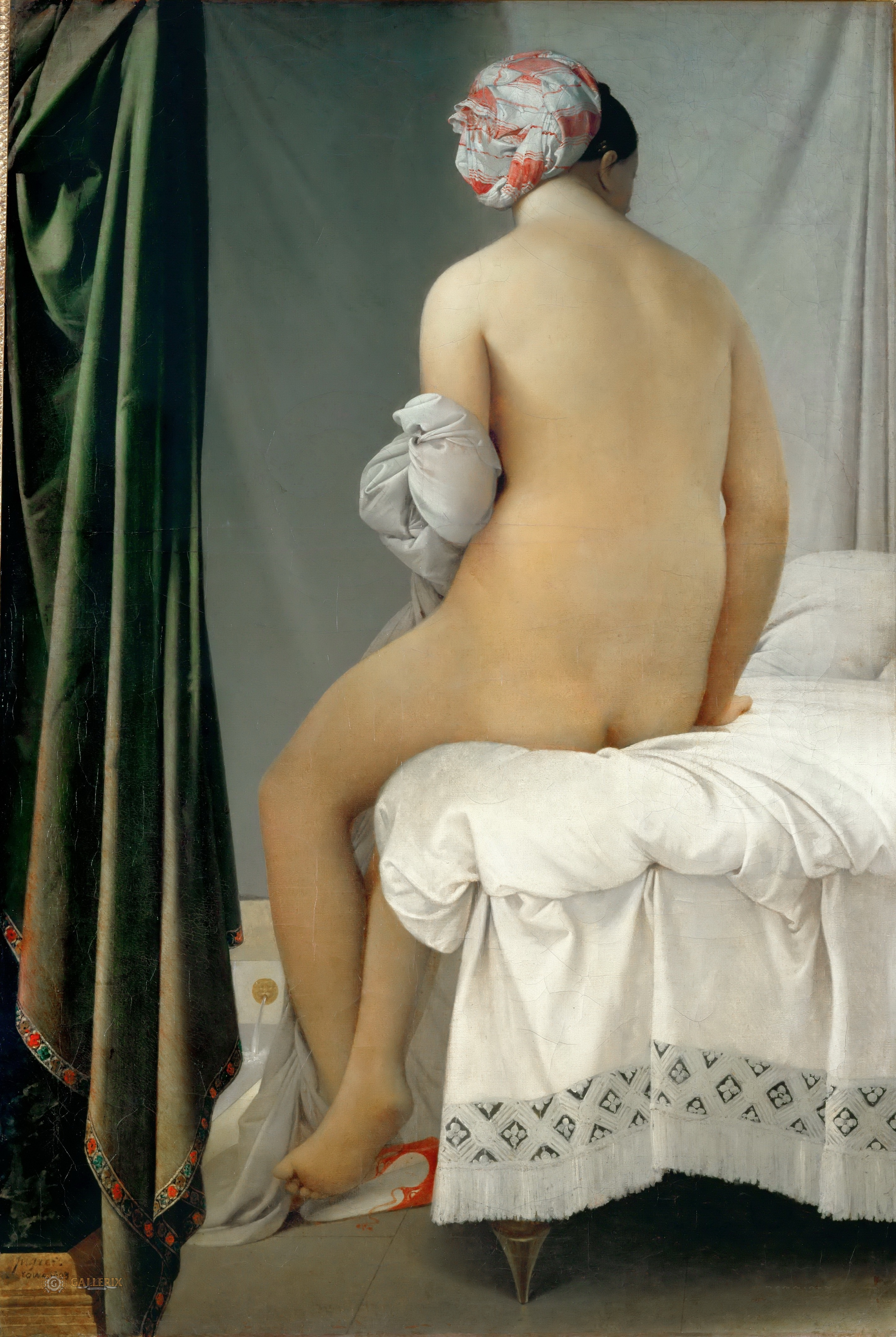
『浴女』 ドミニク・アングル 1808 画布、油彩 146×97.5cm ルーヴル美術館
『海辺の修道士』 カスパー・ダーヴィト・フリードリヒ 1808-1810 画布、油彩 110 × 171.5cm ベルリン美術館
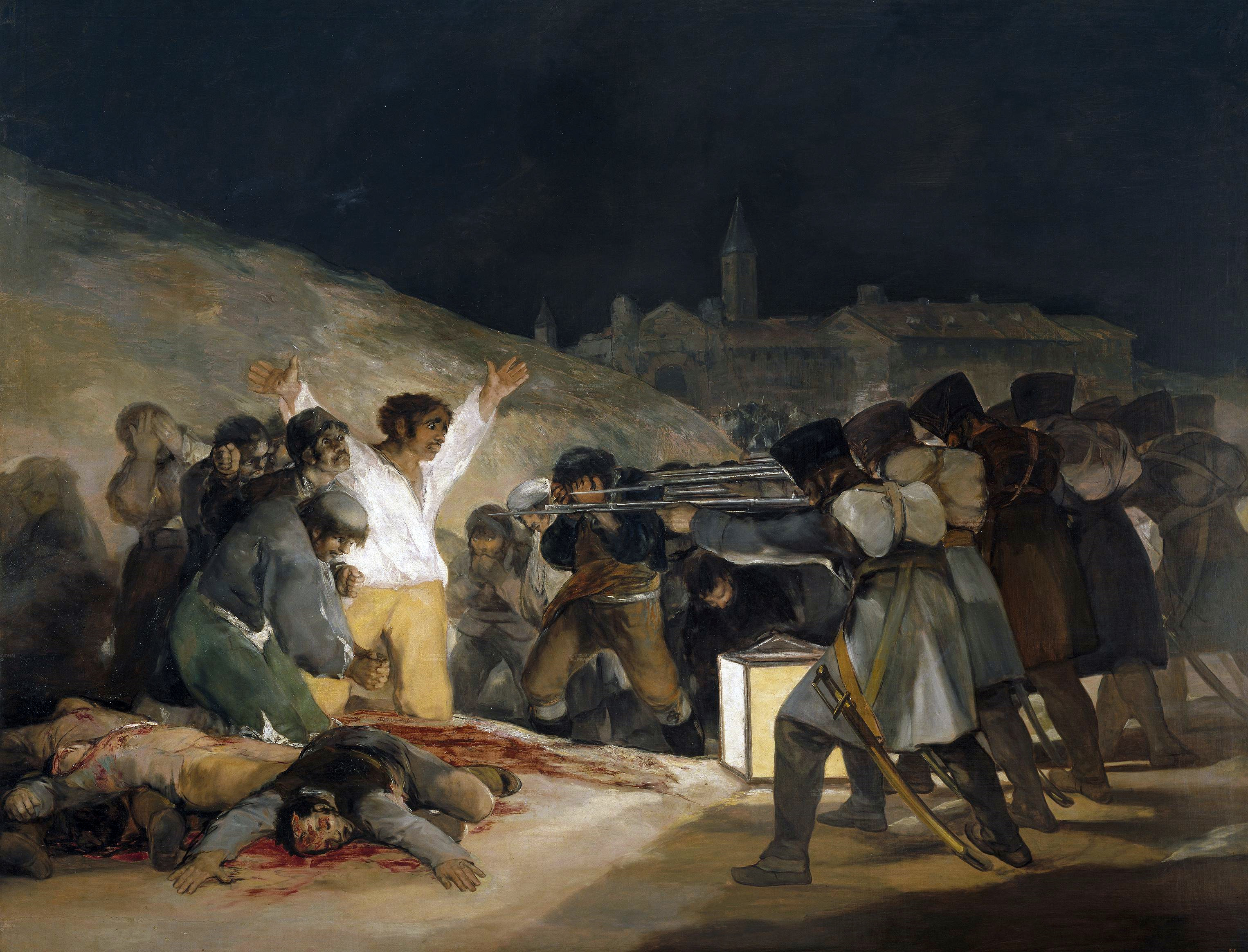
『マドリード、1808年5月3日』 フランシスコ・デ・ゴヤ 1814 画布、油彩 266 × 345 cm プラド美術館
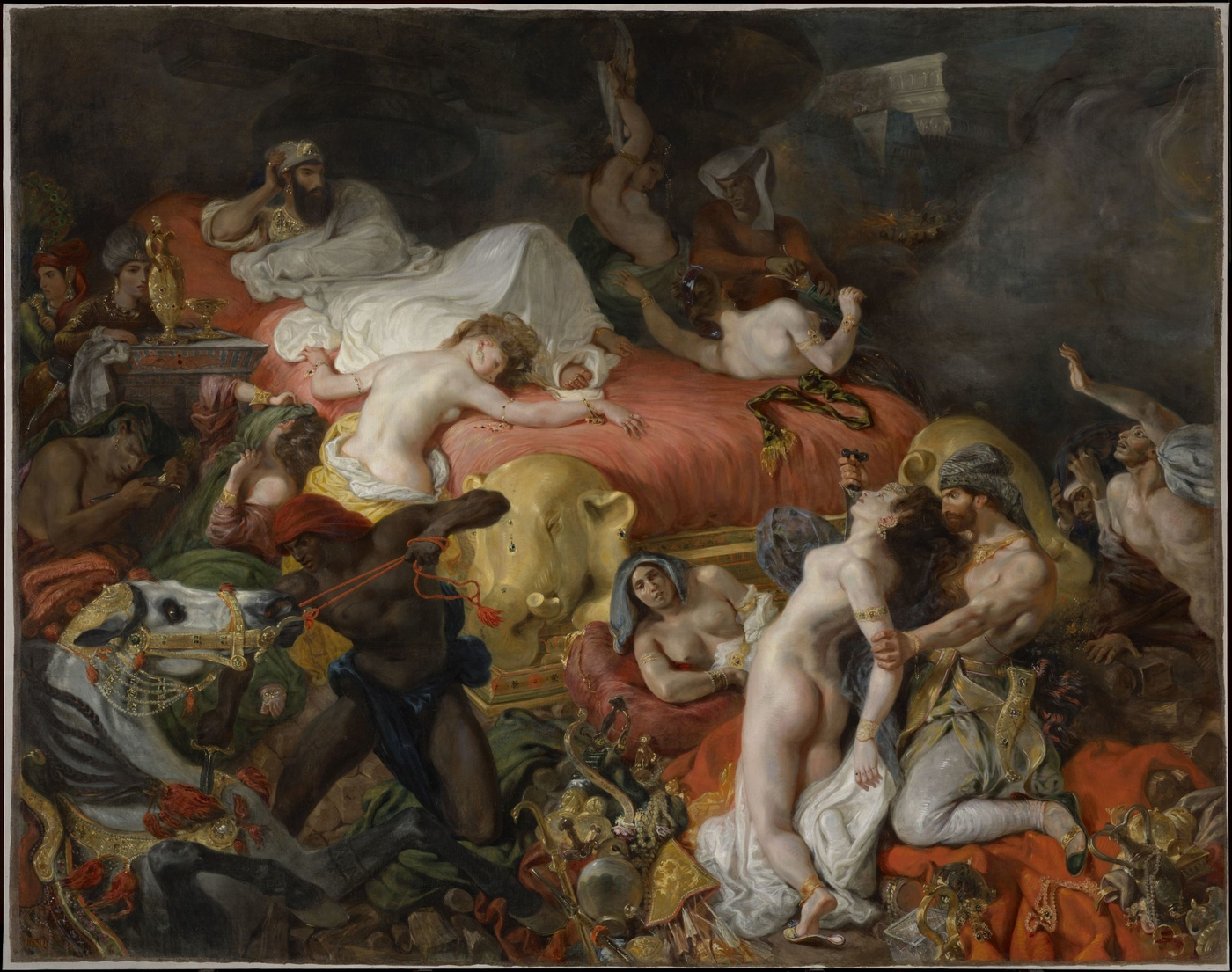
『サルダナパールの死』 ウジェーヌ・ドラクロワ 1827 画布、油彩 392 × 496 cm ルーブル美術館
『民衆を導く自由の女神』 ウジェーヌ・ドラクロワ 1830 画布、油彩 260 × 325 cm ルーブル美術館
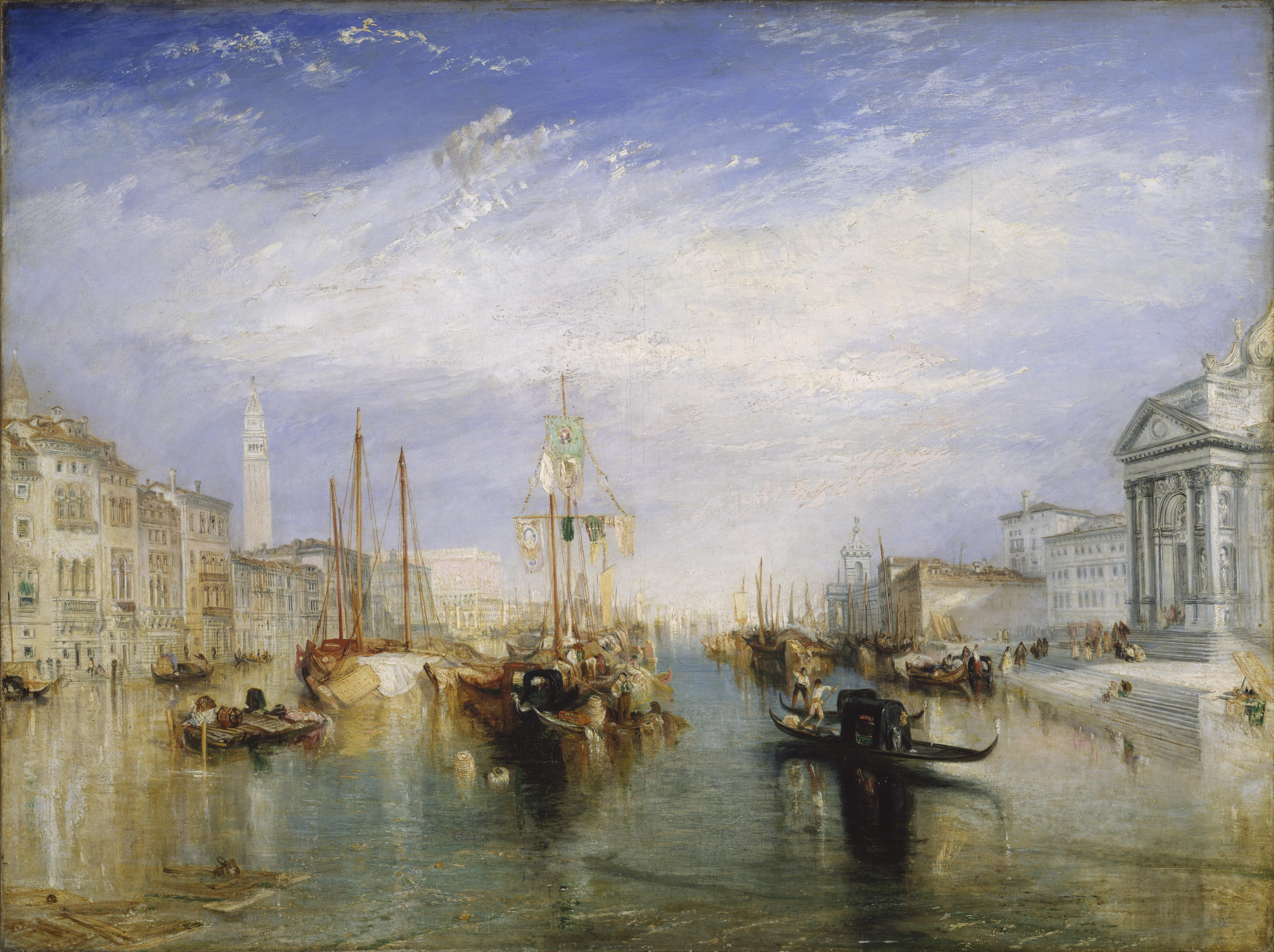
『ヴェネツィアの大運河』 ターナー 1850 画布、油彩 91 x 122 cm メトロポリタン美術館
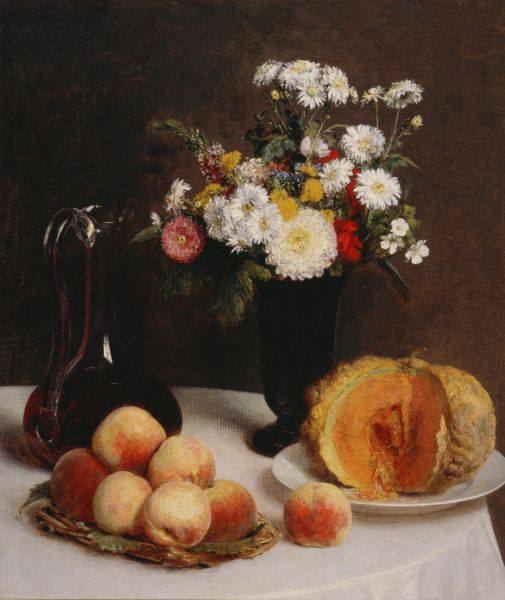
『花と果物、ワイン容れのある静物』 アンリ・ファンタン＝ラトゥール 1865 画布、油彩 59.1 x 51.5 cm 国立西洋美術館
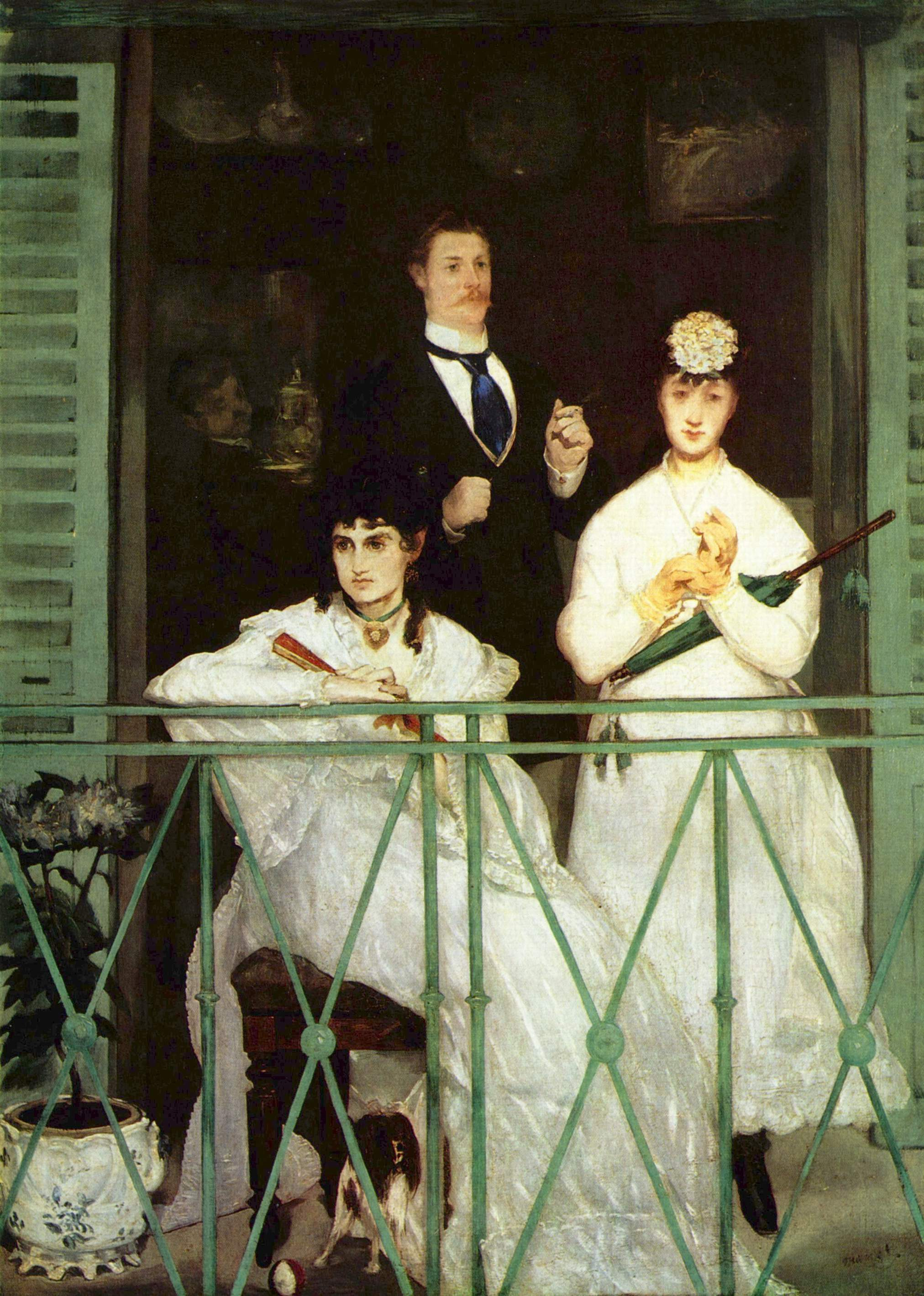
『バルコニー』 エドゥアール・マネ 1868-1869 画布、油彩 169 × 125 cm オルセー美術館
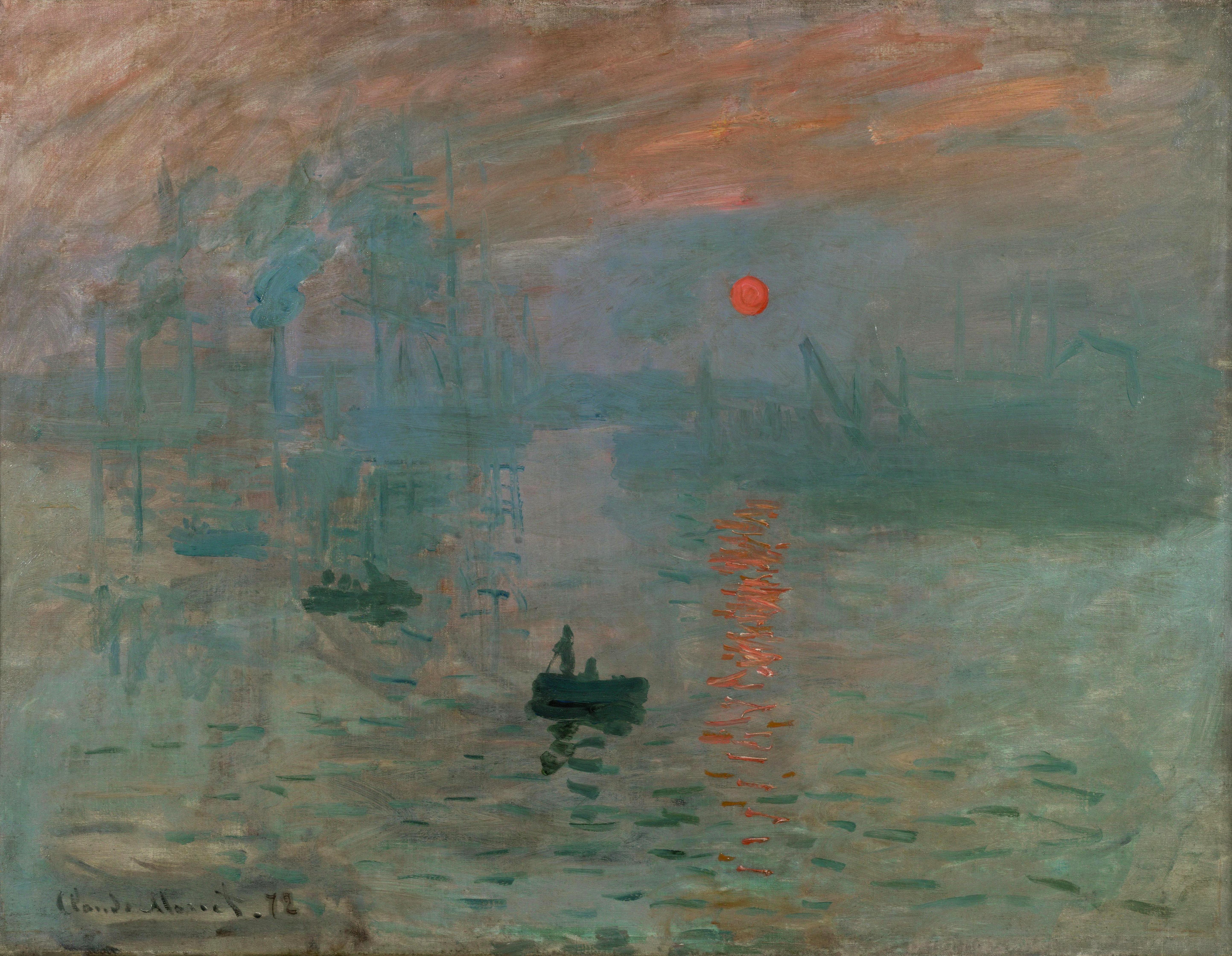
『印象・日の出』 クロード・モネ 1872 画布、油彩 48 cm × 63 cm マルモッタン美術館
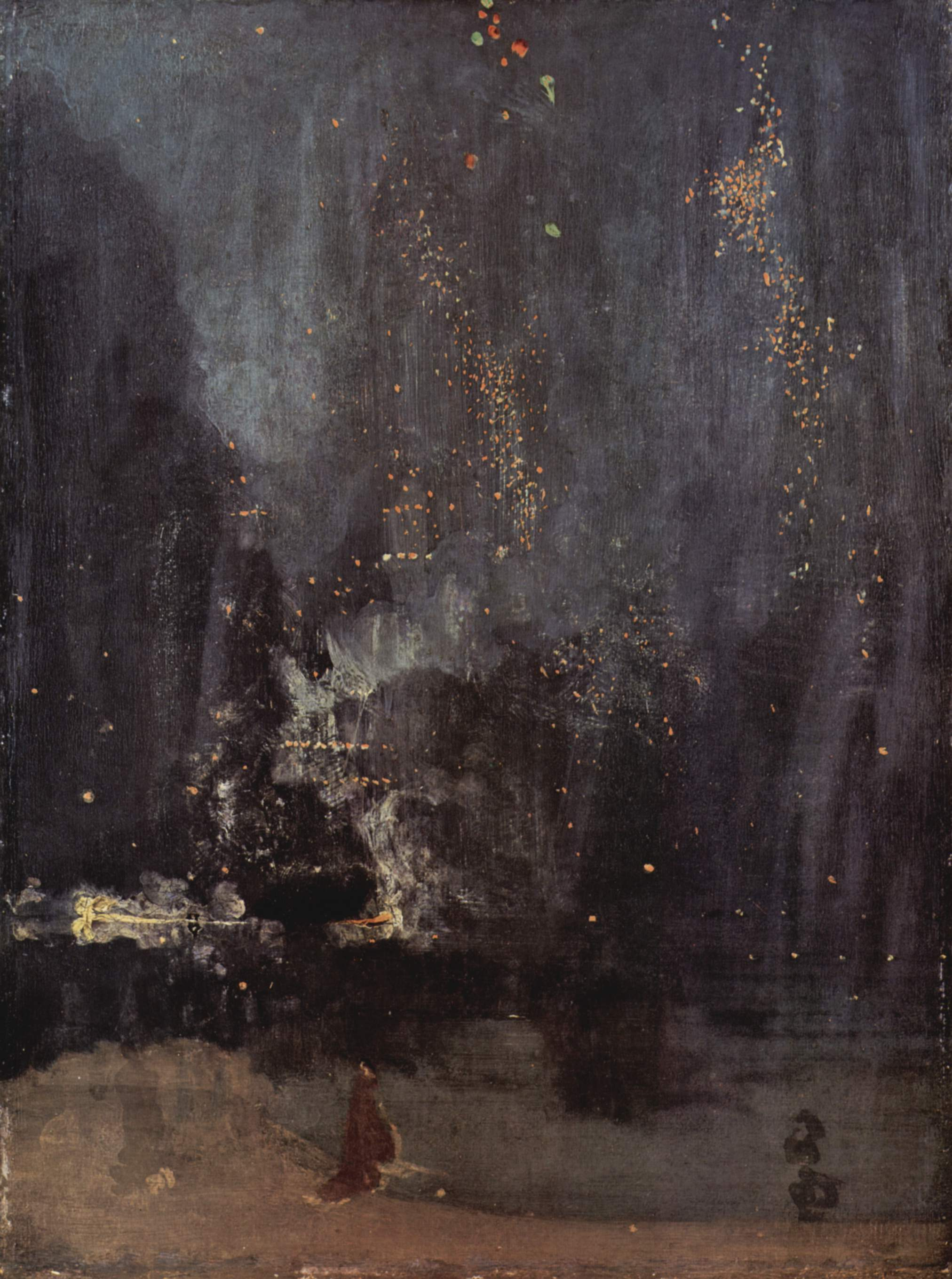
『黒と金のノクターン-落下する花火』 ジェームズ・ホイッスラー 1875 画布、油彩 60.3 × 46.6cm デトロイト美術館
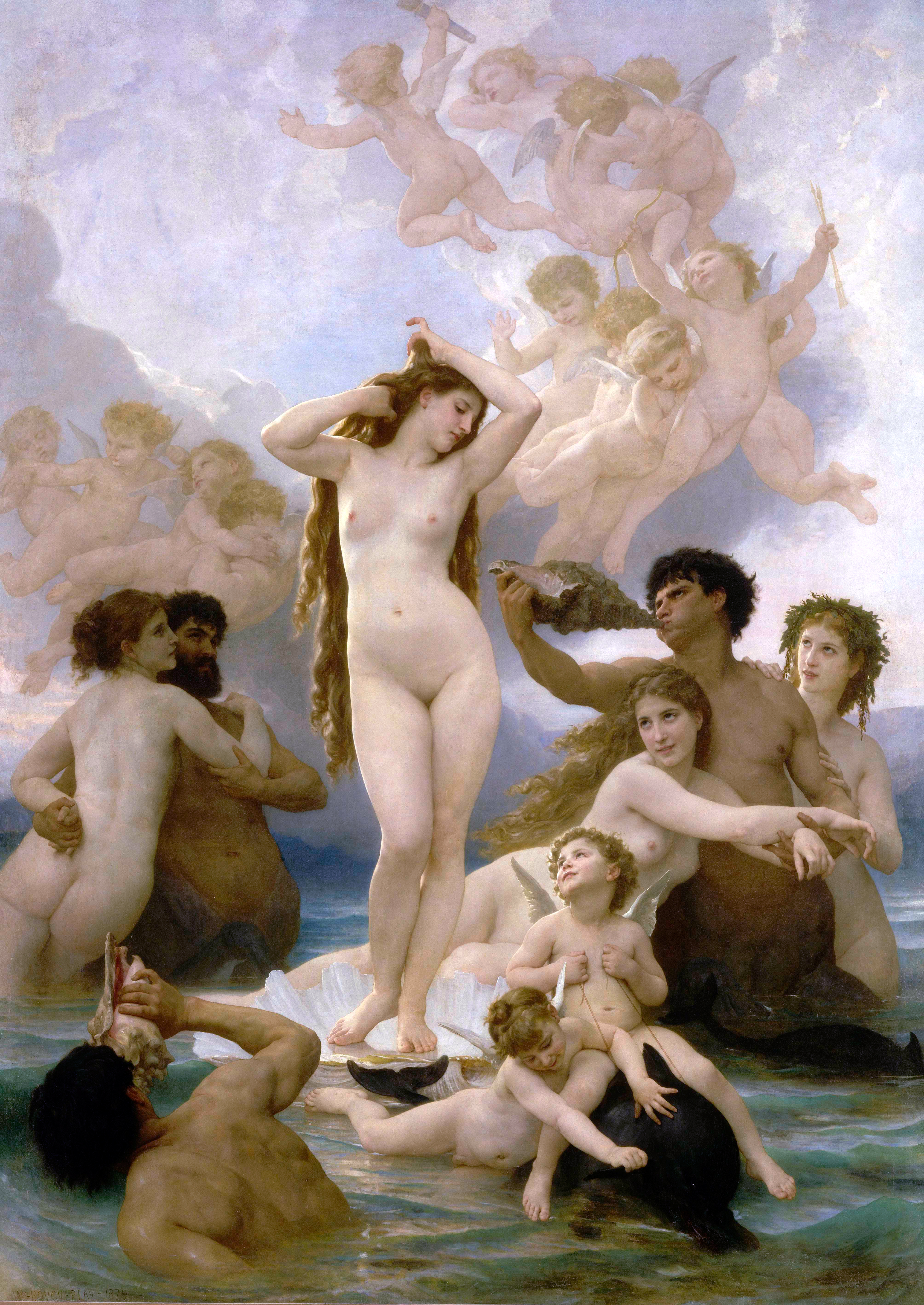
『ヴィーナスの誕生』 ウィリアム・アドルフ・ブグロー 1879 画布、油彩 300 × 217 cm オルセー美術館
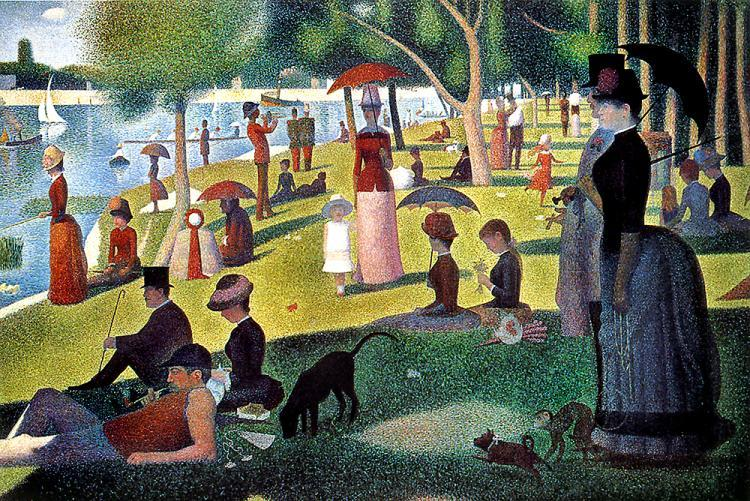
『グランド・ジャット島の日曜日の午後』 ジョルジュ・スーラ 1884-86 画布、油彩 205.7×305.8cm シカゴ美術研究所
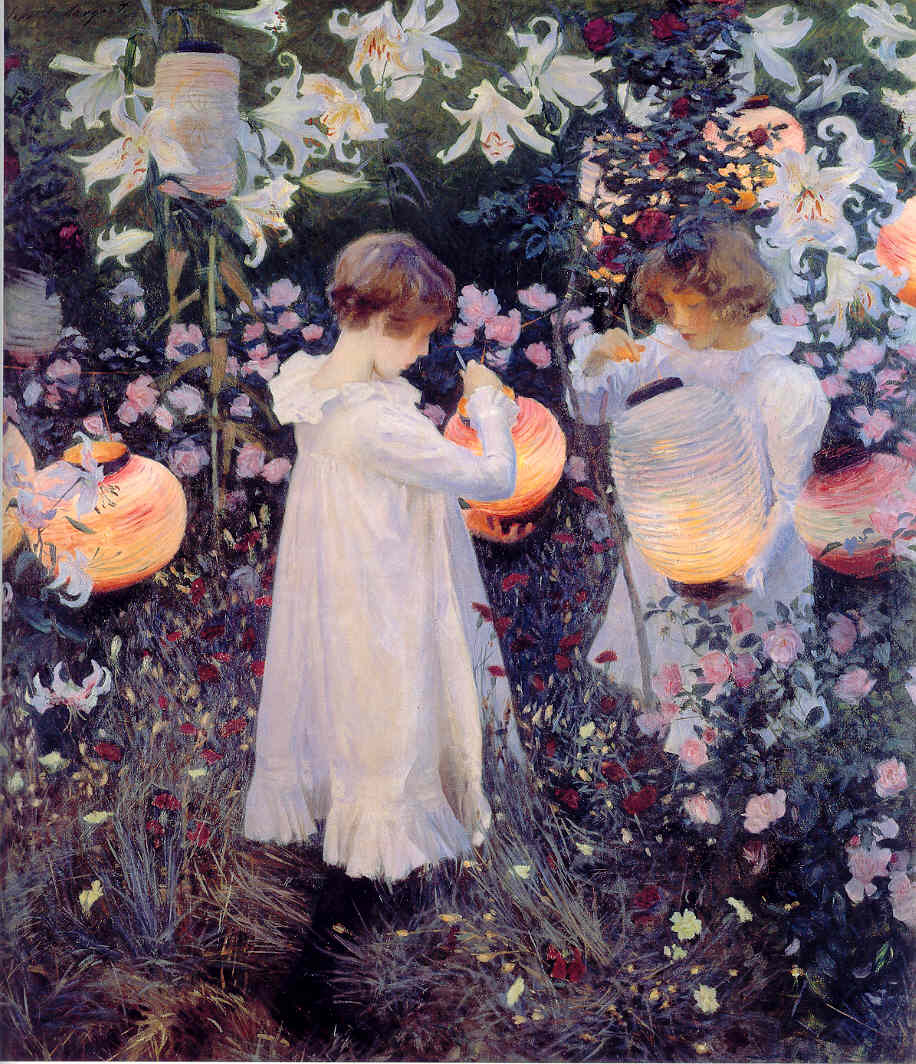
『カーネーション、リリー、リリー、ローズ』 ジョン・シンガー・サージェント 1885-1886 画布、油彩 174 x 153.8 cm テート ギャラリー
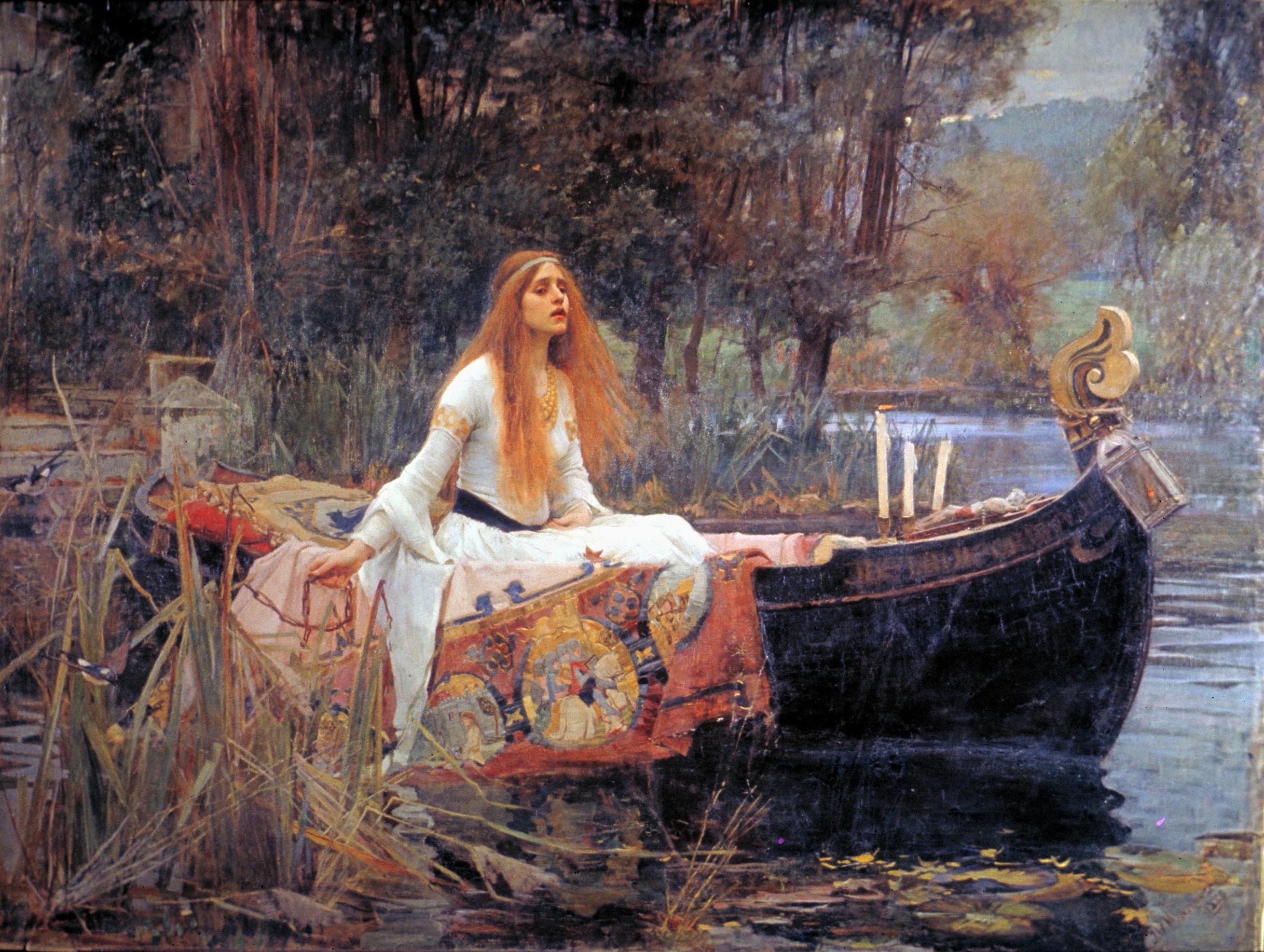
『シャロットの女』 ジョン・ウィリアム・ウォーターハウス 1888 画布、油彩 153 x 200 cm テート ギャラリー
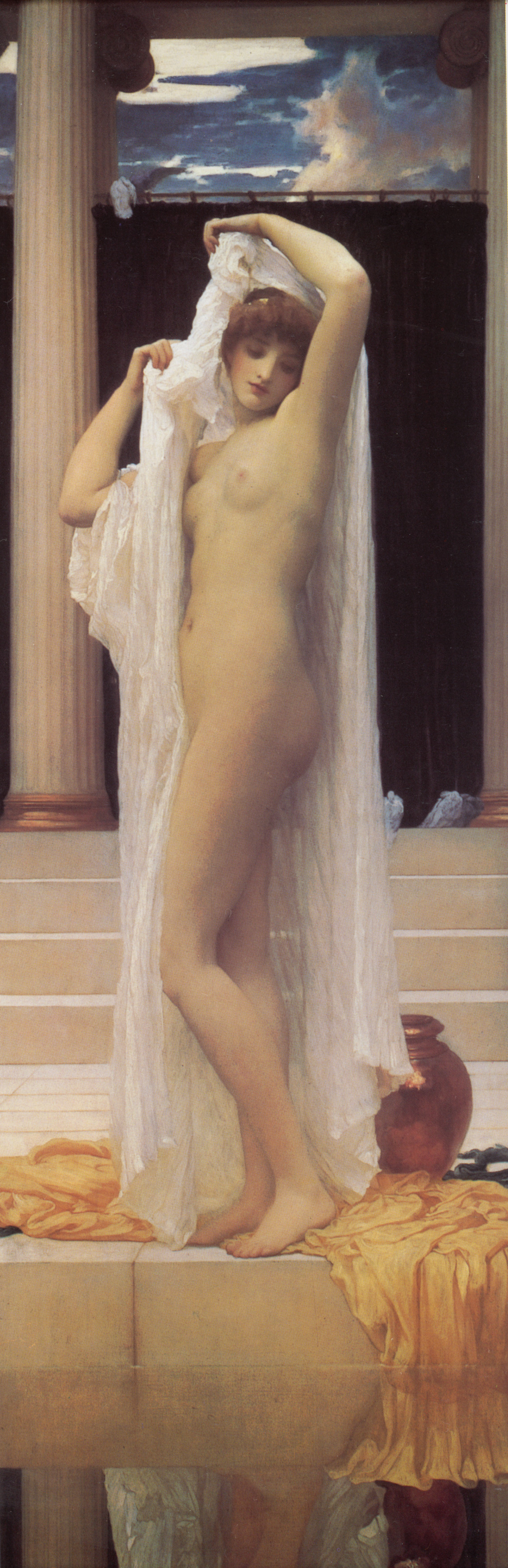
『プシュケの入浴』 フレデリック・レイトン 1890 画布、油彩 189 x 62 cm テート ギャラリー
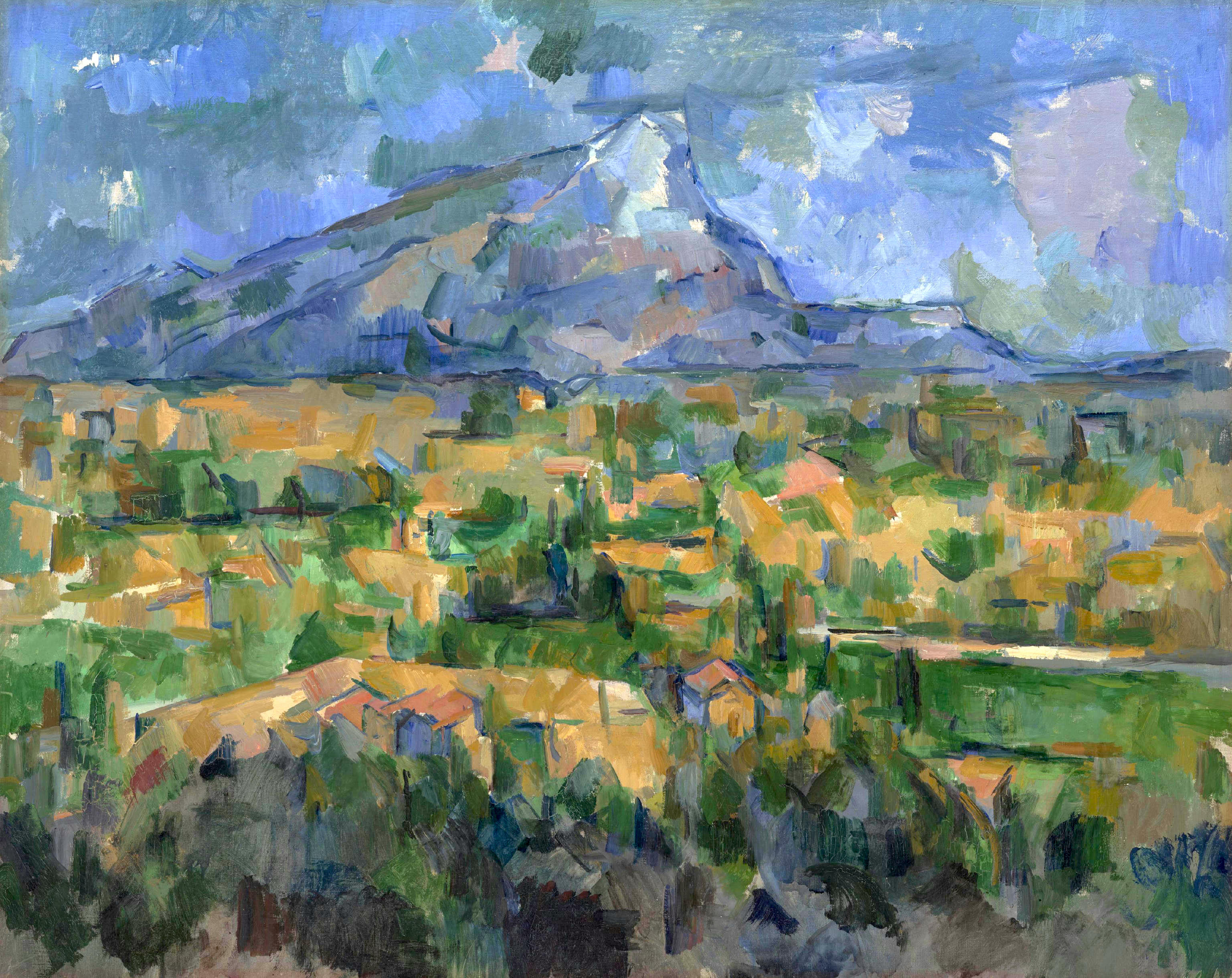
『サント・ヴィクトワール山』 ポール・セザンヌ 1904 画布、油彩 70 × 92 cm フィラデルフィア美術館
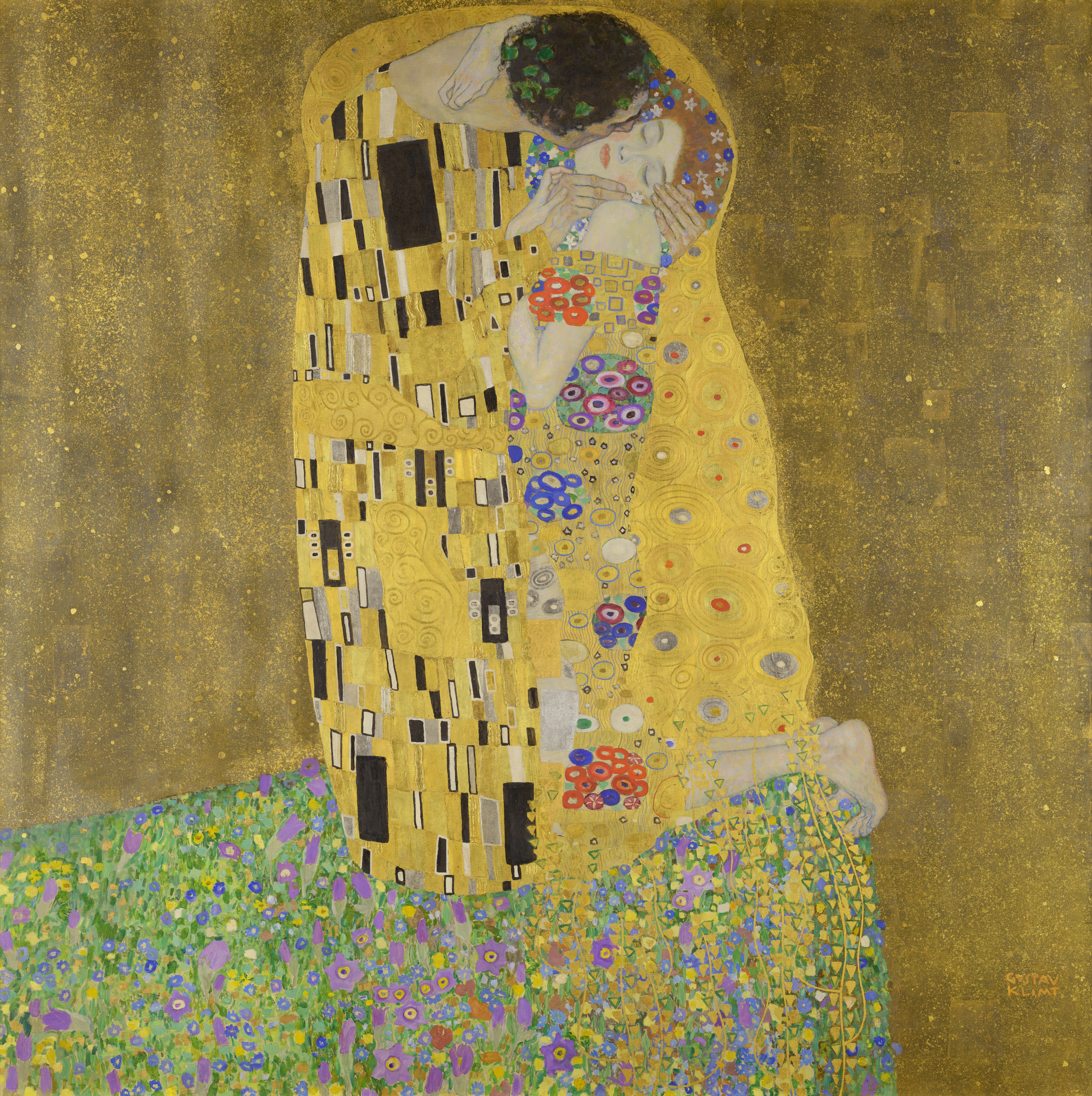
『接吻』 グスタフ・クリムト 1907–1908 画布、油彩 180 x 180 cm オーストリア・ギャラリー
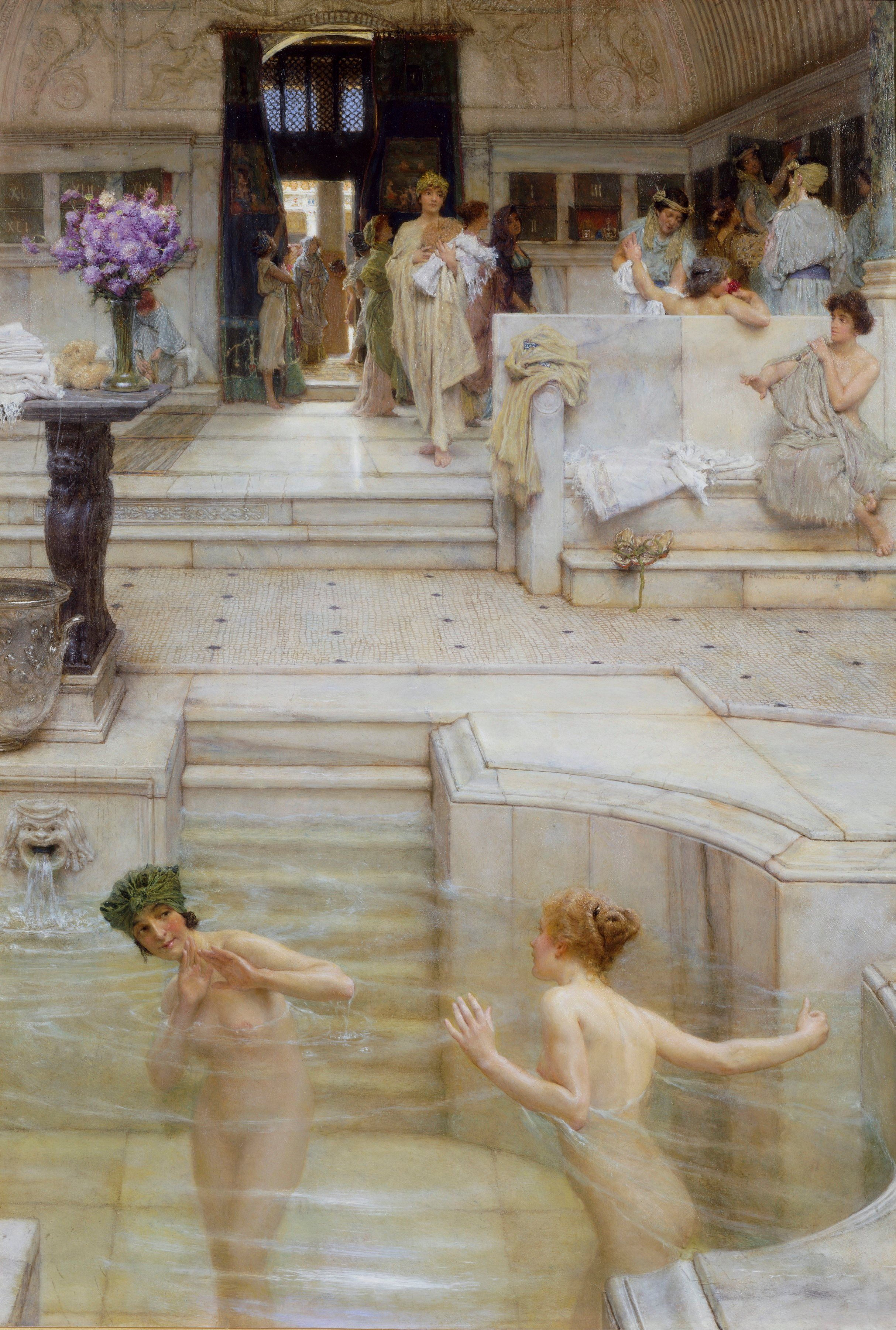
『愛好の習慣』 ローレンス・アルマ＝タデマ 1909 板、油彩 66.0 x 45.1 cm テート ギャラリー

- 『受胎告知』
ロベルト・カンピン
1425-1430頃
板、油彩
64.1 × 63.2 cm
メトロポリタン美術館
- 『アルノルフィーニ夫妻』
ヤン・ファン・エイク
1434
板、油彩
81.8 × 59.7 cm
ナショナル ギャラリー（ロンドン）
- 『聖ゲオルギウスと竜』
パオロ・ウッチェロ
1456
画布、油彩
 57 × 73 cm
ナショナル ギャラリー（ロンドン）
- 『レオナルド・ロレダン 』
ジョヴァンニ・ベリーニ
1501頃
板、油彩
61.5 × 45 cm
ナショナル ギャラリー（ロンドン）
- 『モナ・リザ』
レオナルド・ダ・ヴィンチ
1503 – 1506
板、油彩
77 × 53 cm
ルーヴル美術館
- 『快楽の園』
ヒエロニムス・ボス
1505 – 1510頃
板、油彩
両翼 : 220 × 97、中央 : 220 × 195 cm
プラド美術館
- 『聖愛と俗愛』
ティツィアーノ・ヴェチェッリオ
1512-1515
画布、油彩
118 × 279 cm
 ボルゲーゼ美術館
- 『四人の使徒』
アルブレヒト・デューラー
1523-1526
板、油彩
215 × 76 cm
アルテ・ピナコテーク
- 『十字架降架』
ヤコポ・ダ・ポントルモ
1526－28頃
板、油彩
313 × 192 cm
サンタ・フェリチタ聖堂
- 『アレクサンドロス大王の戦い』
アルブレヒト・アルトドルファー
1528-1529
板、羊皮紙、油彩
158.4 × 120.3 cm
アルテ・ピナコテーク
- 『バベルの塔』
ピーテル・ブリューゲル
1563
板、油彩
120 × 92 cm
ウィーン美術史美術館
- 『最後の晩餐』
ティントレット
1592-1594
画布、油彩
365×568cm
サン・ジョルジョ・マッジョーレ教会
- 『トランプ詐欺師』
カラヴァッジオ
1596
画布、油彩
90 x 112 cm
キンベル美術館
- 『マルメロ、キャベツ、メロン、胡瓜の実』
フアン・サンチェス・コターン
1602
画布、油彩
65,5 × 81 cm
サンディエゴ美術館
- 『キリスト昇架』 (en)
ルーベンス
1610-11
板、油彩
アントウェルペン大聖堂
- 『ブラックベリーパイの朝食』
ウィレム・クラースゾーン・ヘーダ
1631
板、油彩
54 x 82 cm
ドレスデン美術館
- 『テュルプ博士の解剖学講義』
レンブラント
1632
画布、油彩
216.5 cm × 169.5 cm
マウリッツハイス美術館
- 『レモン、オレンジ、バラのある静物』
フランシスコ・デ・スルバラン
1633
画布、油彩
60 × 107 cm
ノートン・サイモン財団
- 『階段の聖家族』
ニコラ・プッサン
1648
画布、油彩
69 × 94 cm
クリーブランド美術館
- 『教皇インノケンティウス10世』
ディエゴ・ベラスケス
1650
画布、油彩
141 x 119 cm
- 『ダビデ王の手紙を手にしたバテシバの水浴』
レンブラント
1654
画布　油彩
142 × 142 cm
ルーヴル美術館
- 『絵画芸術』
 ヨハネス・フェルメール
1666
画布、油彩
120 × 100 cm
ウィーン美術史美術館
- 『シテール島の巡礼』
ヴァトー
1721
128×193cm
画布、油彩
ルーヴル美術館
- 『クレオパトラの饗宴』
ジョヴァンニ・バッティスタ・ティエポロ
1743-1744
画布、油彩
ヴィクトリア国立美術館
- 『ナポレオン一世の戴冠式と皇妃ジョゼフィーヌの戴冠』
ジャック＝ルイ・ダヴィッド
1805-1807
画布、油彩
610 × 931 cm
ルーヴル美術館
- 『浴女』
ドミニク・アングル
1808
画布、油彩
146×97.5cm
ルーヴル美術館
- 『海辺の修道士』
カスパー・ダーヴィト・フリードリヒ
1808-1810
画布、油彩
110 × 171.5cm
ベルリン美術館
- 『マドリード、1808年5月3日』
 フランシスコ・デ・ゴヤ
1814
画布、油彩
266 × 345 cm
プラド美術館
- 『サルダナパールの死』
ウジェーヌ・ドラクロワ
1827
画布、油彩
392 × 496 cm
 ルーブル美術館
- 『民衆を導く自由の女神』
ウジェーヌ・ドラクロワ
1830
画布、油彩
260 × 325 cm
 ルーブル美術館
- 『ヴェネツィアの大運河』
ターナー
1850
画布、油彩
91 x 122 cm
メトロポリタン美術館
- 『花と果物、ワイン容れのある静物』
アンリ・ファンタン＝ラトゥール
1865
画布、油彩
59.1 x 51.5 cm
国立西洋美術館
- 『バルコニー』
エドゥアール・マネ
1868-1869
画布、油彩
169 × 125 cm
オルセー美術館
- 『印象・日の出』
クロード・モネ
1872
画布、油彩
48 cm × 63 cm
マルモッタン美術館
- 『黒と金のノクターン-落下する花火』
ジェームズ・ホイッスラー
1875
画布、油彩
60.3 × 46.6cm
デトロイト美術館
- 『ヴィーナスの誕生』
ウィリアム・アドルフ・ブグロー
1879
画布、油彩
300 × 217 cm
オルセー美術館
- 『グランド・ジャット島の日曜日の午後』
ジョルジュ・スーラ
1884-86
画布、油彩
205.7×305.8cm
シカゴ美術研究所
- 『カーネーション、リリー、リリー、ローズ』
ジョン・シンガー・サージェント
1885-1886
画布、油彩
174 x 153.8 cm
テート ギャラリー
- 『シャロットの女』
ジョン・ウィリアム・ウォーターハウス
1888
画布、油彩
153 x 200 cm
テート ギャラリー
- 『プシュケの入浴』
フレデリック・レイトン
1890
画布、油彩
 189 x 62 cm
テート ギャラリー
- 『サント・ヴィクトワール山』
ポール・セザンヌ 
 1904
画布、油彩
70 × 92 cm
フィラデルフィア美術館
- 『接吻』
グスタフ・クリムト
1907–1908
画布、油彩
180 x 180 cm
オーストリア・ギャラリー
- 『愛好の習慣』
ローレンス・アルマ＝タデマ
1909
板、油彩
66.0 x 45.1 cm
テート ギャラリー